# ヴァイルブルク
ヴァイルブルク (ドイツ語: Weilburg, ドイツ語発音: [ˈva‿ilbʊrk])は、ドイツ連邦共和国ヘッセン州ギーセン行政管区のリムブルク＝ヴァイルブルク郡に属す市である。本市は州認定のルフトクアオルト（空気の清浄な保養地）である。ヴェスターヴァルトとタウヌス山地との間に位置するこの街の人口は 12,973人（2019年12月31日現在）で、リムブルク・アン・デア・ラーン、バート・カムベルクに次ぐ郡内で3番目に大きな都市である。
ヴァイルブルクは数世紀にわたって、現在のルクセンブルク大公家の祖先であるナッサウ家系貴族の宮廷都市であった。ナッサウ＝ヴァイルブルク家の当主たちは、現在この町の景観を決定づけている城館とそれに付属する庭園を創り上げた。城館教会の廟所にはこの領主家の成員の墓がある。

## 地理

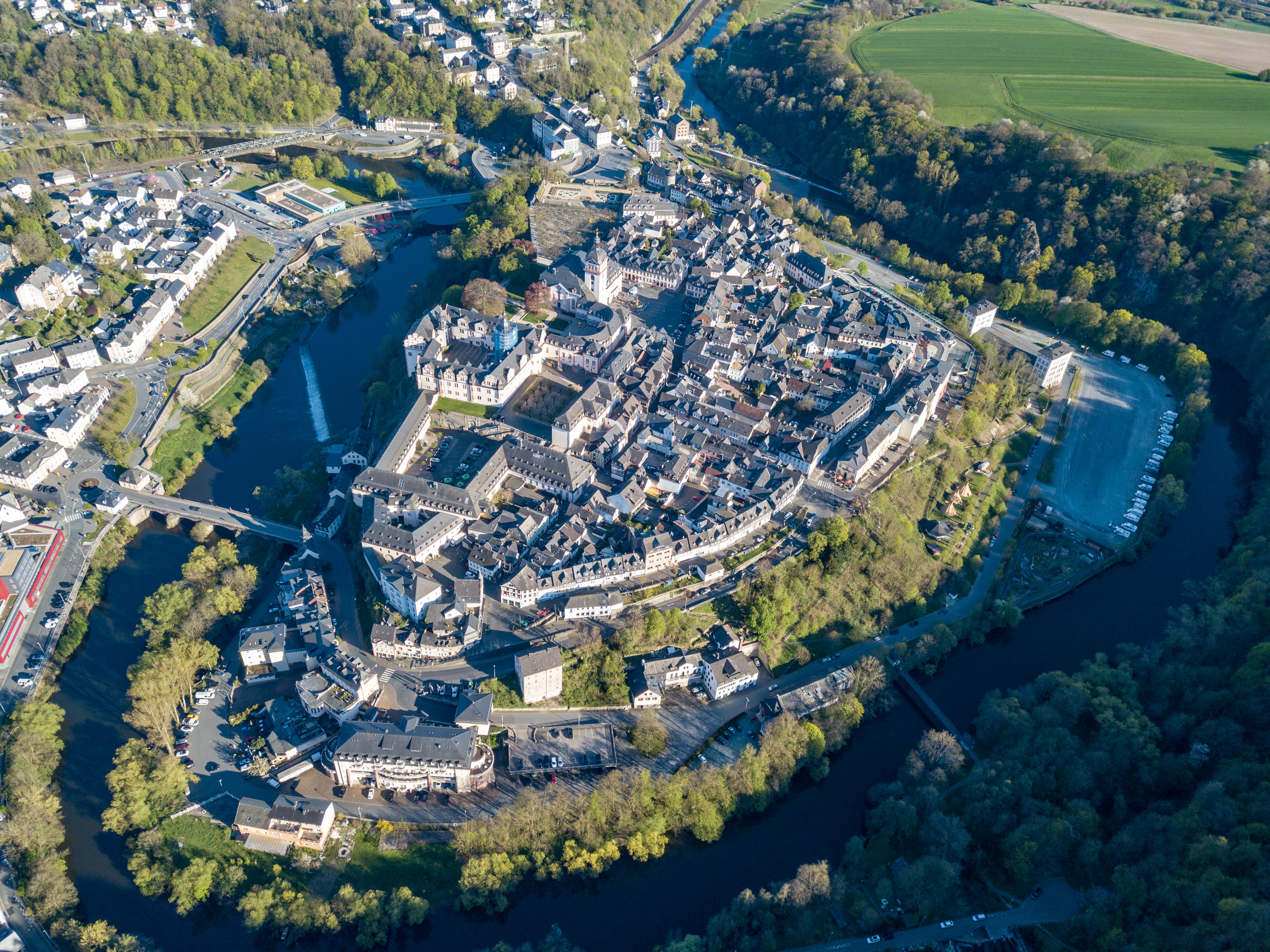
ラーン川の蛇行部に建設されたヴァイルブルク旧市街

### 位置
ヴァイルブルクは、ヴェスターヴァルトとタウヌス山地のラーンタール、ヴァイル川がラーン川に注ぐ合流点の上流部に位置している。ラーン川はヴァイルブルク市内を蛇行しながら流れている。近隣の人口5万人以上の都市としては、ヘッセン州のヴェッツラー (20km)、ギーセン (30 km)、バート・ホムブルク (40 km)、ヴィースバーデン (45 km)、フランクフルト・アム・マイン (50 km)、ノルトライン＝ヴェストファーレン州のジーゲン (45 km)、ラインラント＝プファルツ州のコブレンツ (50 km) がある（距離はいずれも直線距離）。

### 高度

#### 中核市区
- ラーン川（アーハウゼンと船舶トンネルとの間の測定地点）: 海抜 132.8 m
- 船舶トンネル出入り口: 海抜 127.6 m
- オーベーレ・シュロスガルテンテラセ（城館庭園上段テラス）: 海抜 172.8 m
- ハウスライ: 海抜 189.7 m
- フランクフルター通りの街の入り口/ヨハン＝エルンスト通り: 海抜 248.9 m
- リムブルガー通りの街の入り口/ヴァルトハウゼン分岐点: 海抜 258.7 m

#### その他の市区
- キルシュホーフェン付近のラーン川: 海抜 125.9 m
- ハッセルバッハ近郊のホーエンシュタイン: 海抜 370.1 m

### 隣接する市町村
ヴァイルブルク市は、北はメーレンブルクおよびレーンベルク（ともにリムブルク＝ヴァイルブルク郡）、東はブラウンフェルス（ラーン＝ディル郡）、南はヴァイルミュンスター、ヴァインバッハおよびルンケル、西はベーゼリヒ（以上4市町村はリムブルク＝ヴァイルブルク郡）と境を接している。

### 市の構成
人口の約 40 % が住む中核市区の他に、アーハウゼン市区、ベルムバッハ市区、ドロンマースハウゼン市区、ガウデルンバッハ市区、ハッセルバッハ市区、ヒルシュハウゼン市区、キルシュホーフェン市区、クーバッハ市区、オーデルスバッハ市区、ヴァルトハウゼン市区が市域に含まれる。

## 歴史
ヴァイルブルク周辺で最も古い時代の定住地跡とされているのが、オーデルスバッハ近郊ショイエルンベルガー・コプフのラ・テーヌ時代の遺跡である。

### 中世
ヴァイルブルクは、906年にプリュム修道院のレギノ院長の年代記に要塞名 Wilineburch として初めて文献記録に登場する。その6年後にコンラート1世は、906年にフリッツラー近郊でのバーベンベルク家との戦いで亡くなった父をこの要塞に埋葬し、聖ヴァルプルギス聖堂参事会が創設された。王領近くの山の上に位置するこの施設は、近隣を通る交通路である、ラーン川、フランクフルト・アム・マインからケルンに至る「ホーエ・シュトラーセ」およびフランドルからボヘミアに至るヴィア・プブリカを成業することができた。
918年にコンラート1世がこの街の死の床で、最強の敵であったザクセン公ハインリヒに帝国の表章を届けるよう弟のエーバーハルトに言い遺したこと（「ヴァイルブルクの遺言」）で、Wilineburg は歴史的重要性を獲得した。
993年から1062年まで参事会と都市は徐々にヴォルムス司教に寄進されていった。ヴォルムス司教は1225年頃に領主権をナッサウ家に質入れした。ナッサウ家は1294年に最終的にこれを購入し、1年後にフランクフルトと同様の都市権を授けた。ナッサウ＝ディレンブルク伯ヨハン1世は1355年に居館を建設し、城を修復し、都市防衛施設を整えた。1359年にラーン川に架かる石造りの橋が建設された。

### 近世・近代
ナッサウ＝ヴァイルブルク家は何世紀もの間この街の歴史を形作ってきた。フィリップ3世伯は古いコンラディン家の城塞を取り壊し、1535年に北方ルネサンス様式の四翼式城館を建設した。ヨハン・エルンスト伯（1664年 - 1719年）は城館を拡張し、公園を整備し、都市の外観を変えることでこの宮廷都市を修復して美化した。ヴァイルブルクは、ドイツの絶対君主制の小さな宮廷都市が完全に保存された例の1つである。この街は1806年から、新設されたナッサウ公国の行政都市であった。1816年にヴィルヘルム公が宮廷をビープリヒ（現在はヴィースバーデンの市区）に遷都した。

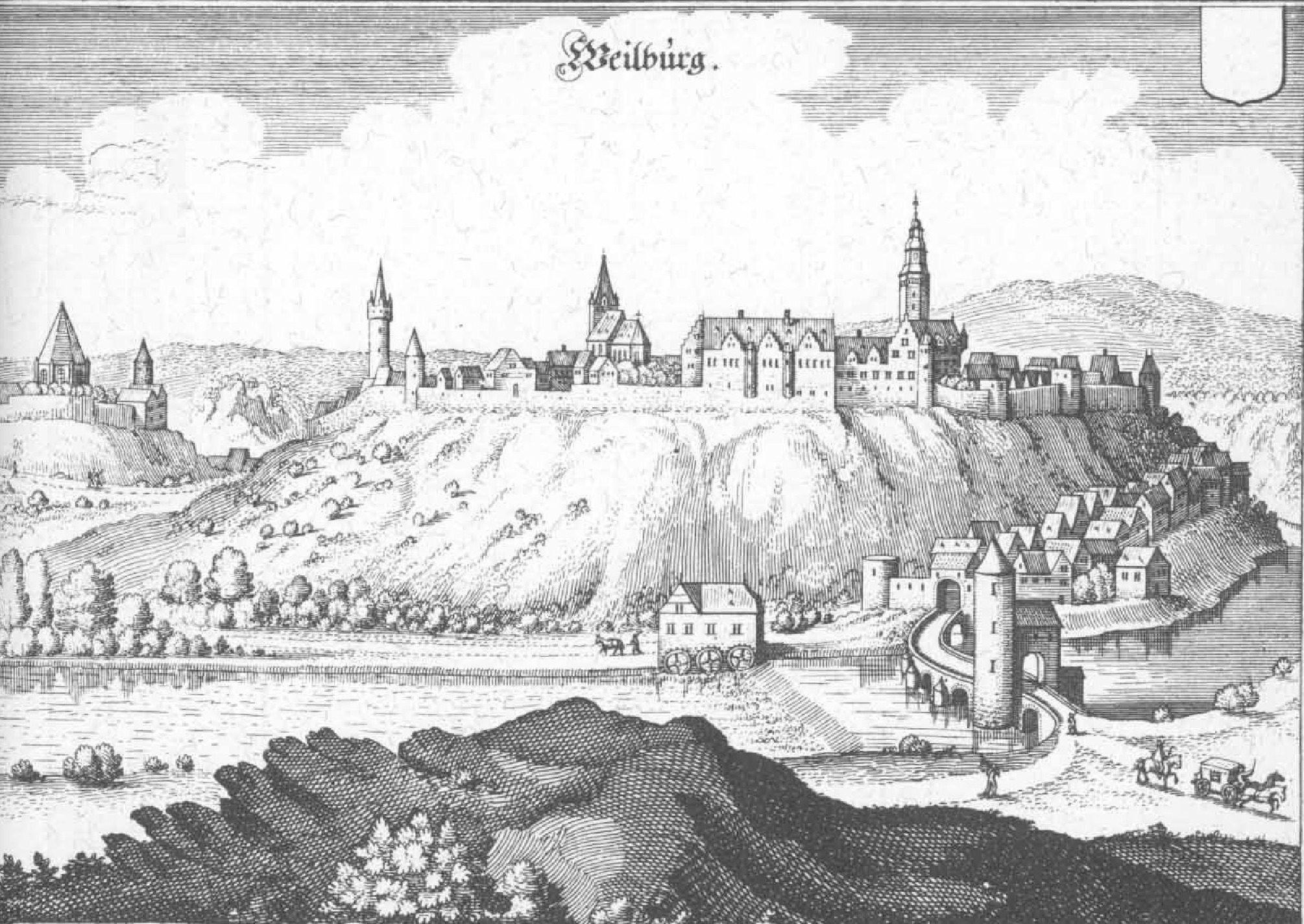
1655年に出版されたマテウス・メーリアンの銅版画に描かれたヴァイルブルク

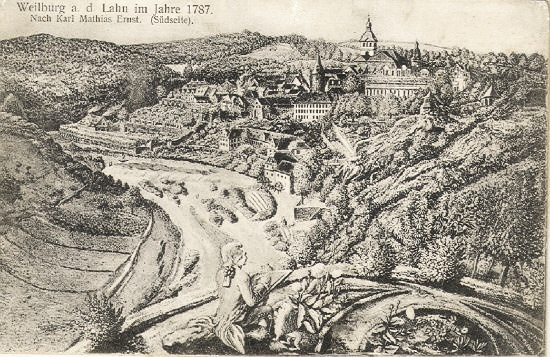
カール・マティアス・エルンストの1787年の版画に描かれたヴァイルブルク

この街は1827年に、犯罪史上「ヴァイルブルクの士官候補生殺人事件」と呼ばれる犯罪の舞台となった。この事件は150年後に「Der Weilburger Kadettenmord」というタイトルで映画化された。
1830年代にこの街にユダヤ教会が発足し、1845年にシナゴーグがオープンした。レーンベルクとメーレンベルクのユダヤ住民がこれに組み込まれ、1922年からヴァイルミュンスターのユダヤ人もこの教会に属した。1900年の直後にヴァイルブルクには146人のユダヤ人が住んでいた。これにより本市のユダヤ系住民の数はピークに達した。1843年にヴァイルブルク・ラビ管区が設けられた。このユダヤ教会は1925年まで存続した。オーバーラン郡全域を管轄し、時にはリムブルク、ディーツ、ハーダマル、ラウブーゼシュバッハ、ルンケル、ヴァイヤー、ウージンゲン、ハッヒェンブルク、エラー、グレーヴェンヴィースバッハのユダヤ教徒も担当した。
ヴァイルブルクは1866年にナッサウ公国全域とともにプロイセン王国に併合された。

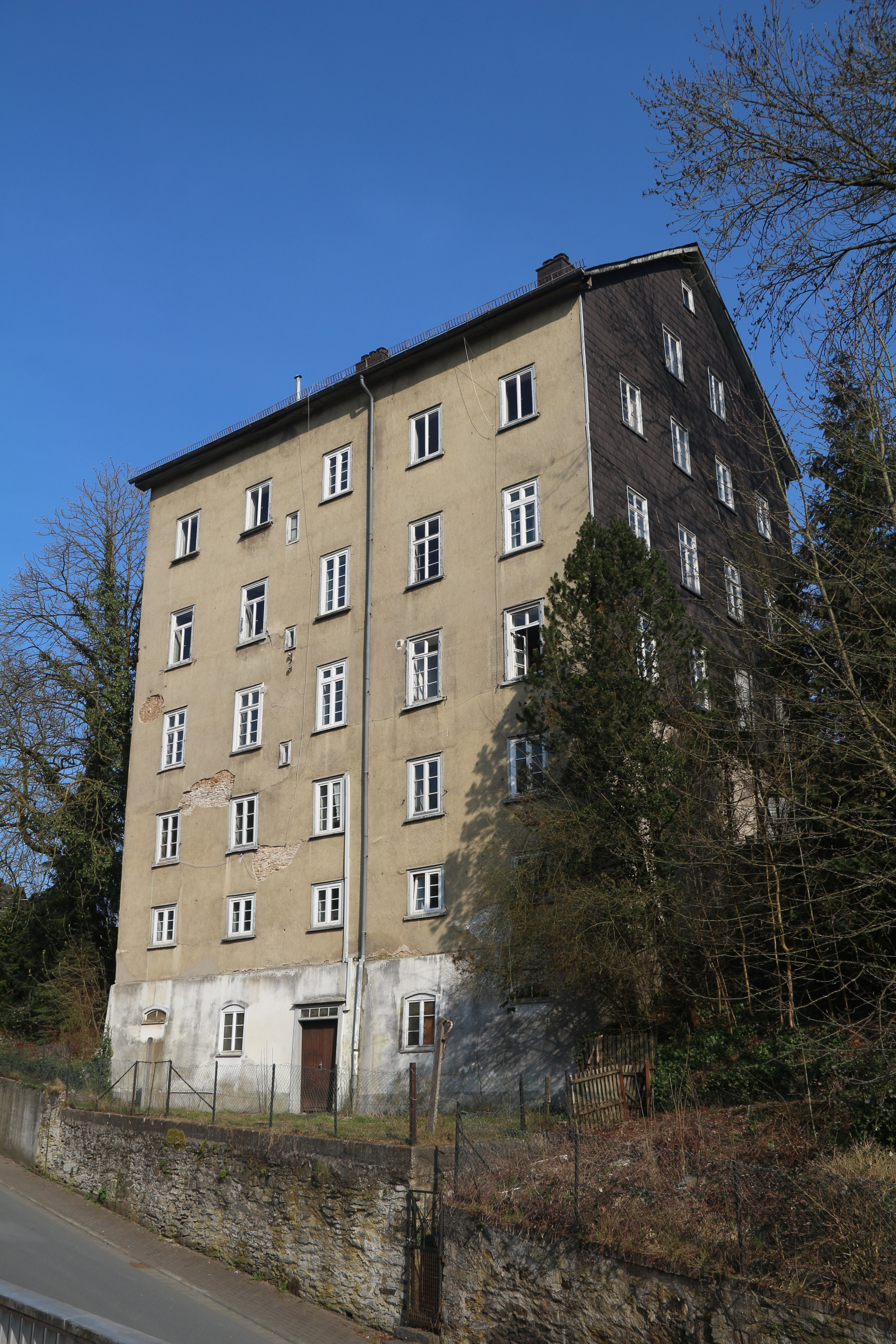
ドイツで最も高いハインアレー1番地の版築建築

ヴァイルブルクは建築史上、1800年以後土壁の建築で知られている。地方法務官ヴィルヘルム・ヤーコプ・ヴィンプフの着任により、本市および周辺の、いわゆるピゼー建築（版築建築）が奨励された。その中に7階建てのドイツで最も高い版築建築が含まれる。
1884年8月にヴァイルブルク消防団が結成された。その後、ブラウンフェルス消防団およびオーバーラーン消防団とともにヴィースバーデン行政管区消防連合に組み込まれ、1890年8月3日にオーバーティーフェンバッハで第一回の連合祭を開催した。

### 国家社会主義の時代と第二次世界大戦
他のドイツの都市と同じように、ヴァイルブルクでも1933年から国家社会主義が権力を掌握した。それ以前からすでにこの地域のNSDAPは選挙で大きな勝利を収めていた。民主的な市議会で選ばれた最後の市長ディフェンハルトは、1933年夏に NSDAP の不信任投票によって解任された。1934年1月、大都市の「有害である」とみなされた影響から生徒を保護するという名目で、教員養成のための単科大学がフランクフルト・アム・マインからヴァイルブルクに移転した。この学校は1939年の開戦により閉鎖されたが、1946年にアメリカ占領政府によって教育研究所として再開された。この大学はヴィントホーフを校舎として利用していた。
1933年12月15日に「プロイセン消防法」が公布され、これにより、公共生活における消防の位置づけが新たに行われた。この法律では、職業消防隊と消防団は、「警察特別執行部門」と規定され、地元の警察組織の下部組織に位置づけられた。消防団は、同時に、法的権限を持つ機関として社団登記簿に登録された。新たに導入された60歳の年齢制限と政治的立場の制限により、多くの指導者が現場から強制的に排除された。1934年4月25日にヴァイルブルクでナッサウ消防連合の連合大会が開催され、マルクト広場でヴァイルブルク消防団の演習が披露された。この連合の代表者たちが最後に会合を持ったのは、組織を「ヘッセン＝ナッサウ州消防連合」に戻すためであった。
1932年にヴァイルブルクには約90人のユダヤ人が住んでいた。その多くが、1933年から1938年までの間に亡命したり、より大きな都市に移住したりした。ユダヤ人は、1935年にヴァイルブルク・キルメスの際に家に旗を掲げることを禁じられ、1937年には城館庭園への立ち入りが禁止された。ヴァイルブルガー・ターゲブラット紙には、アグレッシブな反ユダヤ主義の記事を掲載した。1938年初め、ヴァイルブルクでは、わずかに2人だけのユダヤ人が会社を運営していた。1938年の排斥運動（「水晶の夜」）で、最後まで残っていたオフィスや住居がひどく破壊された。シナゴーグが入居していた建物は、そのユダヤ教会組織が1937年に解消されていたために破壊を免れ、1938年7月にヴァイルブルクの商人アウグスト・ハッツフェルトの所有となった。1940年の公的リストには、3軒の家屋に15人のユダヤ人の名前が記されている。1942年に最後の1人が絶滅収容所に移送された。国家社会主義の迫害の犠牲者となったヴァイルブルクのユダヤ人を追悼する記念碑が1978年からユダヤ人墓地に建立された。また、殺害されたり追放されたりしたヴァイルブルクのユダヤ人の名前を記した城館教会南面の粘土板が1988年から設置されている。
第二次世界大戦でこの街は、僅かな損傷を被っただけであった。ヴァイルブルク駅を標的にした空爆が城館のオーベレ・オランジュリーの入り口のすぐ前に着弾し、爆発したため、その中央部正面が倒壊した。駅舎やその近隣のブリュワリー「ヘルビヒ」の住居も被災した。1945年3月27日にアメリカ軍が街に侵攻した際、戦闘により経度の被害が生じた。ヴァイルブルクの橋はいずれもドイツ国防軍によって爆破された。

### 自治体の中心
ヴァイルブルクは1867年にオーバーラーン郡が創設されて以来、その郡庁所在地であった。ヘッセン州の地域再編に伴い、1974年7月1日にオーバーラーン郡とリムブルク郡が廃止され、新たにリムブルク＝ヴァイルブルク郡が創設され、リムブルクが郡庁所在地となった事で、ヴァイルブルクは郡庁所在地の機能を失った。これ以後リムブルガー通りの旧郡役場には、郡行政機関の支所が入居している。
ヴァイルブルクは、2005年6月17日から26日まで第45回ヘッセンの日の開催都市となった。

### 市区部の歴史
アーハウゼンは1320年に初めて文献に記録されている。ハウフェンドルフは、ラーン川とグルントバッハ川の合流点に面しており、かつて水車があったことが証明されている。
ベルムバッハは、Berinbach という表記で1253年に初めて記録されている。ベルムバッハの住民は、農業の他に鉱業にも従事していた。ベルムバッハ市区内の坑道における採掘は、1914年に終了した。
教皇ケレスティヌス3世による1196年の所領の確認がドロンマースハウゼンの文献上の初出である。1666年に搾油水車の存在が証明されており、周辺地域から産出した鉄鉱石を精錬するための高炉が1679年に記述されている。
ガウデルンバッハ市区は、1325年に Gauderinbach という表記で初めて記述されている。この集落はアムト・ルンケルおよびキルヒシュピール・シュプバッハに属していた。現在の聖ペトロに献堂された礼拝堂は、1769年に建設された。この集落の学校は1618年に早くも記録されているが、どれくらい前から存在していたかは不明である。1863年の大火でガウデルンバッハの68棟の建物が焼失した。農業や鉱山の他に住民たちはガウデルンバッハ大理石の採石場労働者として収入を得ていた。
1235年の文献に初めて Hasilibach が記録されている。後のハッセルバッハである。この最初の記録の時代、この集落はモンタバウアーにいたトリーア選帝侯の城代ヨハン・フォン・シュプバッハの管理下に属していた。

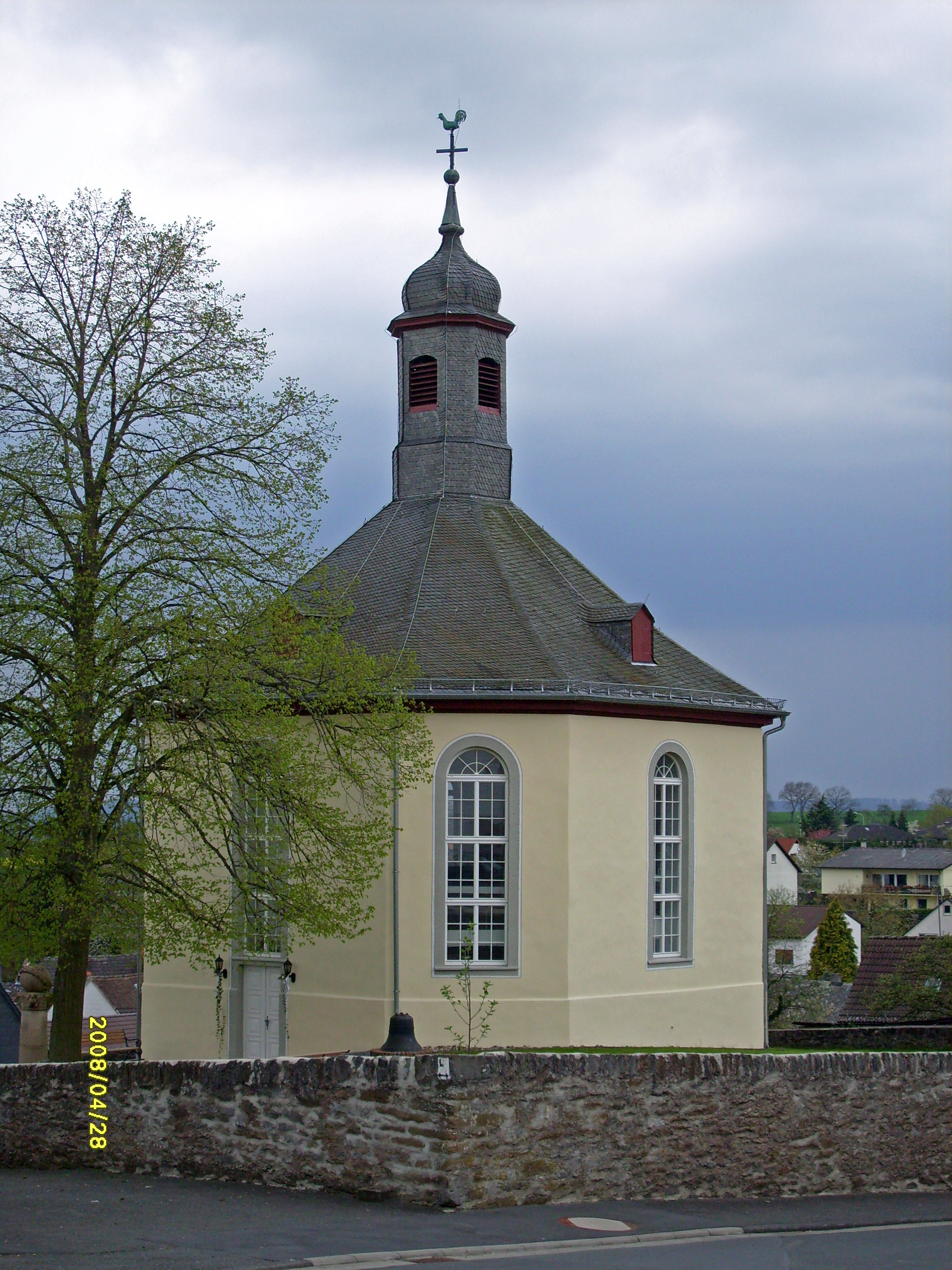
ヒルシュハウゼンの福音主義教会

ヒルシュハウゼンは1327年に初めて記録され、1466年に Herbishusen という表記がなされている。ヒルシュハウゼンの地区内では、多くの赤鉄鉱や褐鉄鉱の坑道が存在した。ラーン地域で最も産出量の多いアナ坑もその1つであった。1763年に27軒のヒルシュハウゼンの家族によって建設された八角形の福音主義教会は特筆に値する。ヒルシュハウゼンとドロンマースハウゼンとの間に、15世紀および16世紀半ばまで巡礼地プファンスティールがあった。
キルシュホーフェン市区の文献初出は1363年で、Kyrchschyrben と表記されている。Kirschhofen という表記は1684年からなされている。キルシュホーフェンは、1978年から歩行者専用橋でラーン川対岸のオーデルスバッハ市区と結ばれている。
クーバッハ市区は、parvulam cubach として、1000年12月27日のオットー3世の文書に初めて登場する。クーバッハ独自の教会は1516年から存在した。現在のこの地区の教会は1764年に完成した。
オーデルスバッハとヴァルトハウゼンはともにヴァイルブルクの市区であるが、初出はヴァイルブルクの906年よりも早い。
ヴァルトハウゼンは、プリュム修道院院長の Goldenes Buch に881年に初めて文献に記録されている。そこでは Mark Ualthusa と記述されており、その集落とカロリング家の森を指している。1960年まで農業と鉱業が住民の主な収入源であった。

### 地域再編
ヘッセン州の地域再編に伴い、1970年12月31日に、それまで独立した自治体であったアーハウゼン、ベルムバッハ、ドロンマースハウゼン、ガウデルンバッハ、ハッセルバッハ、ヒルシュハウゼン、キルシュホーフェン、オーデルスバッハ、ヴァルトハウゼンとヴァイルブルクが自由意思に基づき合併し、新たなヴァイルブルク市が形成された。クーバッハは1974年7月1日に州法に基づいて合併した。

### 領邦・行政体の変遷
以下のリストは、ヴァイルブルクの属した領邦および行政体を概観するものである。
- 1806年以前: 神聖ローマ帝国ナッサウ＝ヴァイルブルク伯領/侯領アムト・ヴァイルブルク
- 1806年から: ナッサウ公国アムト・ヴァイルブルク
- 1816年から: ドイツ連邦ナッサウ公国アムト・ヴァイルブルク
- 1849年から: ドイツ連邦ナッサウ公国クライスアムト・ハーダマル
- 1854年から: ドイツ連邦ナッサウ公国アムト・ヴァイルブルク
- 1867年から: 北ドイツ連邦プロイセン王国ヘッセン＝ナッサウ州（ドイツ語版、英語版）ヴィースバーデン県オーバーラーン郡
- 1871年から: ドイツ国プロイセン王国ヘッセン＝ナッサウ州ヴィースバーデン県オーバーラーン郡
- 1918年から: ドイツ国プロイセン自由州ヘッセン＝ナッサウ州ヴィースバーデン県オーバーラーン郡
- 1944年から: ドイツ国プロイセン自由州ナッサウ州（ドイツ語版、英語版）オーバーラーン郡
- 1945年から: アメリカ管理地区（ドイツ語版）グロース＝ヘッセン（ドイツ語版、英語版）、ヴィースバーデン行政管区オーバーラーン郡
- 1949年から: ドイツ連邦共和国ヘッセン州ヴィースバーデン行政管区オーバーラーン郡
- 1968年から: ドイツ連邦共和国ヘッセン州ダルムシュタット行政管区オーバーラーン郡
- 1974年から: ドイツ連邦共和国ヘッセン州ダルムシュタット行政管区リムブルク＝ヴァイルブルク郡
- 1981年から: ドイツ連邦共和国ヘッセン州ギーセン行政管区リムブルク＝ヴァイルブルク郡

## 住民

### 宗教統計
- 1885年: 福音主義信者 2,873人 (77.71 %)、カトリック信者 603人 (16.31 %)、その他のキリスト教徒およびユダヤ教徒 220人 (5.95 %)
- 1961年: 福音主義信者 4,419人 (65.97 %)、カトリック教徒 2,079人 (31.03 %)

出典: Historisches Ortslexikon
ヴァイルブルクのカトリック信者は何十年も前からベーゼリヒのマリアの救済巡礼礼拝堂へ巡礼に詣で、そこで祈りを捧げた。

## 行政

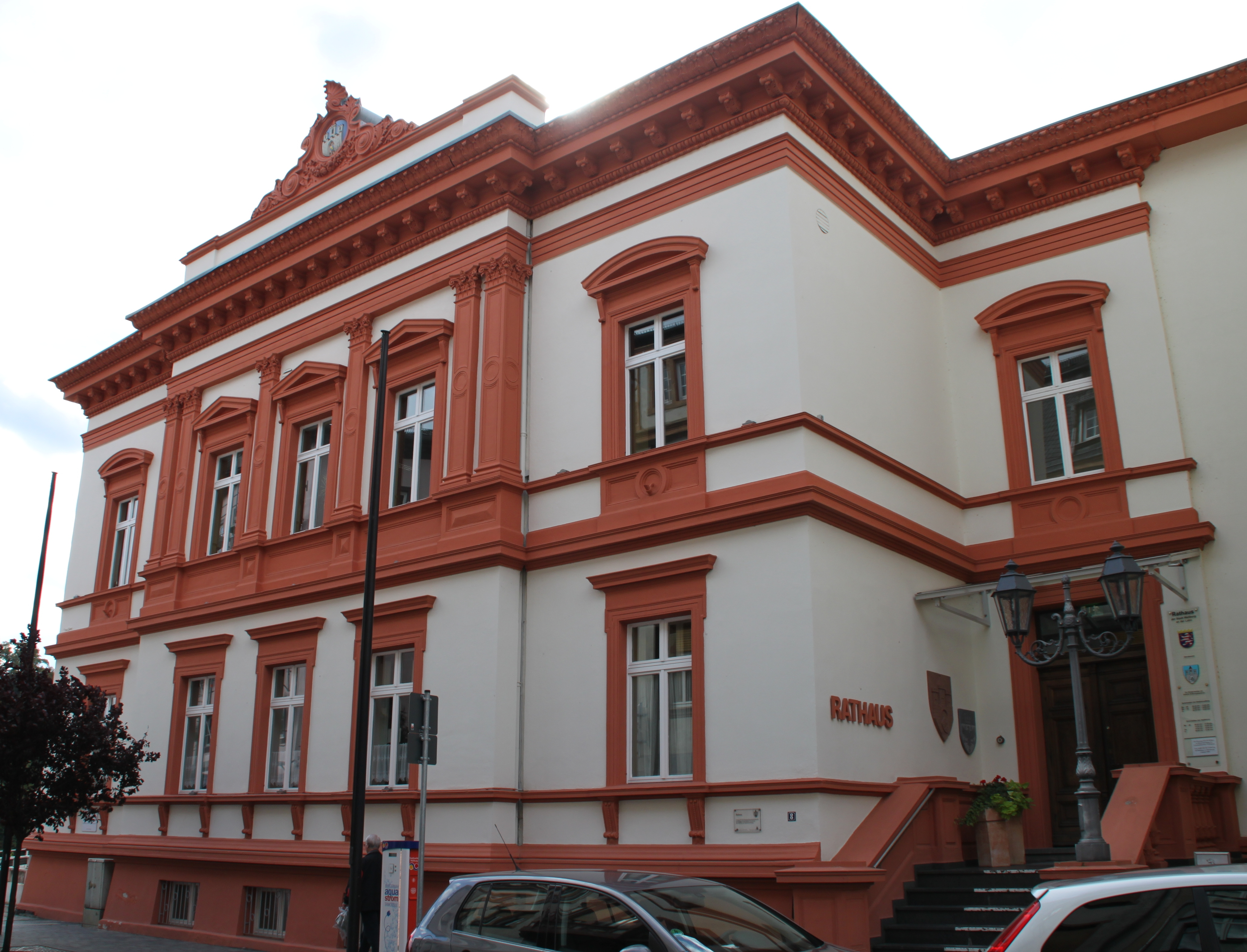
ヴァイルブルク市庁舎

### 議会
ヴァイルブルクの市議会は37議席からなる。

### 首長
ヨハネス・ハニッシュは、2017年7月1日からヴァイルブルクの市長を務めている。

### 姉妹関係
ヴァイルブルクは以下の都市と姉妹都市協定を結んでいる。
- プリヴァ（フランス、アルデシュ県）1958年
- ゼーフェナール（オランダ、ヘルダーラント州）1966年
- ケジュマロク（スロバキア、プレショウ県）1990年
- コルマー＝ベルク（フランス語版、英語版）（ルクセンブルク、メルシュ郡（フランス語版、英語版））2004年
- Kızılcahamam（トルコ、アンカラ県2006年
- クアットロ・カステッラ（イタリア、エミリア＝ロマーニャ州）2010年
- ドイツ連邦軍在郷軍人会連合 e.V. のラインガウ＝ヘッセン＝ナッサウ支部 2013年

ヴァイルブルクとクアットロ・カステッラは、2002年にはすでに共同で友好宣言を行っていた。
キレニア（北キプロス・トルコ共和国）との間で2007年から共同作業が行われている。トルトーナ（イタリア）との間では、1964年から2008年8月までの姉妹都市関係を締結していた。第46輸送連隊の参謀中隊（ラインラント＝プファルツ州ディーツ）との支援協力関係は、この参謀中隊が廃止されたため、2012年9月に解消された。ドイツ連邦軍在郷軍人会連合 e.V. のラインガウ＝ヘッセン＝ナッサウ支部との新たなパートナーシップは2013年9月27日に締結された。

### 紋章
ヴァイルブルク市の紋章は、1906年の市創建1000年を記念して初めて創られた。
図柄: 青地。縁から建つ黒い目地の銀の城塞。大きな四角い胸壁、胸壁を持ち赤い屋根に金色の宝珠を戴く中央の塔、その両側に低い胸壁を頂部とする塔。いずれの塔にも黒いゴシック様式の窓がある。黒いユリ型の止め金具が打ち付けられた扉で閉ざされた円形アーチの入り口に斜めに配置された小楯。小楯は青地で、赤い爪や舌で威嚇する金の獅子とその周囲に金の長方形がちりばめられている。
解説: この紋章は、青地に城塞（銀色）が描かれている。3本の胸壁を持つ塔のうち中央には赤い屋根と、その先端に金の宝珠を戴いている。黒い金具が打ち付けられた閉ざされた扉には青い小楯が掲げられており、その中にナッサウの獅子が描かれている。原型は、1329年のヴァイルブルク市の印章である。

### 旗
ヴァイルブルクの市の旗は長辺沿いに金、青、白の配色である。この配色は、市の紋章に由来する。

### 印章
ヴァイルブルクの市の印章は、1327年の文書に初めて現れる。この印章はおそらく、1295年に都市権を獲得したのを契機に制作されたと考えられる。この印章には "SIGILLUM CIVITATIS IN WILBURC"（ヴァイルブルクの市民の印章）の銘がある。印章の図柄は、2本の同じ高さの隅塔が描かれ、その間に尖頭を戴く高い塔がある。市壁の中央には紋章を掲げた市門が描かれていた。
この最初の印章の他に、おそらく14世紀末に制作された小さな印章がある。この印章の補充は1650年以前に行われた。
この3つの他に現存する市の印章はもう一つある。最初の印章を元にしたデザインで1905年に制作された。
ヴァイルブルク・アン・デア・ラーン市とドイツ連邦軍在郷軍人会連合 e.V. のラインガウ＝ヘッセン＝ナッサウ支部との援助・協力関係締結に伴い、ヴァイルブルク市は2013年9月27日に新しい市の印章が贈呈された。この印象のデザインは、2本の同じ高さの隅塔が描かれ、その間に尖頭を戴く高い塔がある。市壁の中央には紋章を掲げた市門が描かれていた。紋章は上部に "Stadt Weilburg a.d. Lahn"、下部に "Der Bürgermeister" の文字。

## 文化と見所

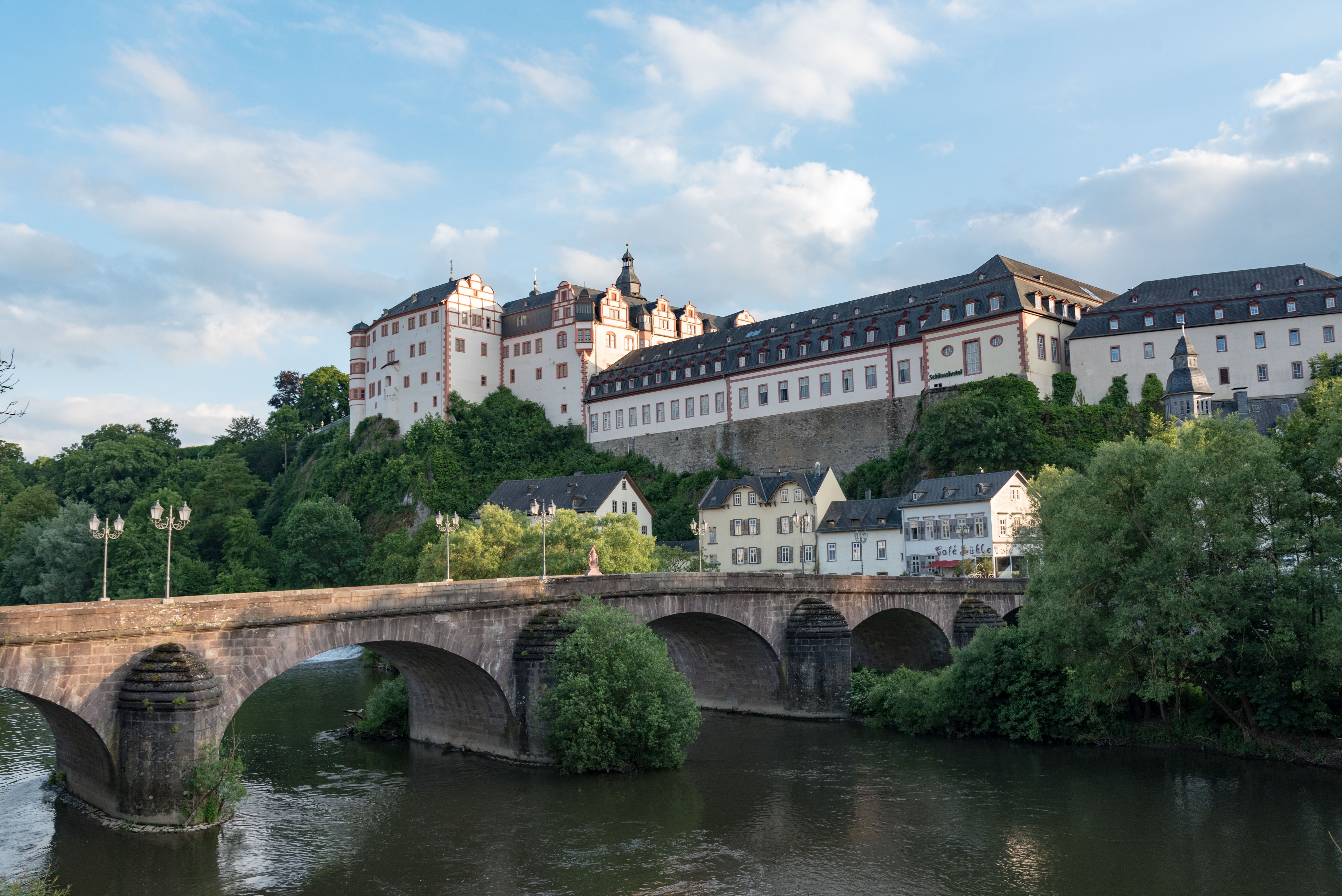
ヴァイルブルク城

### 博物館・美術館
ヴァイルブルク城は、1935年から博物館となっており、ガイド付きツアーのみが見学することができる。
城館の旧事務棟には、ヴァイルブルク市の鉱業および都市博物館が入居している。この博物館は、1,200 m2 以上の展示スペースを有している。展示されているのは、都市の歴史を物語る文物や、ヴァイルブルクおよびその周辺の鉱業の伝統に関する展示品である。1972年から存在する、従ってヘッセン州で最も古い鉱業博物館のために、シュロスベルク（城山）に長さ 200 m の見学用坑道が設けられており、鉱業用機械の現物が展示されている。
2008年5月から博物館の一角に約100点の中国の切り絵作品も展示されている。こうした芸術作品の展示は、中国以外ではそれまで世界的に希であった。
ガウデルンバッハ市区にはドイツ建設機械＝模型博物館がある。この博物館は1989年に建設業者ヴァルター・ファイケルトによって設立された。ここには約1,200点の建設機械や建設現場の模型が展示されている。
ローゼンハング美術館は2017年に現代美術の美術館として2017年に開館した。創設者ヨアヒム・レグナーのコレクションを中心としたこの美術館は、アーホイザー・ヴェークの古いブルワリーの建物に入居している。

### 年中行事
ヴァイルブルク城館コンサートは1973年から行われているクラシック音楽を中心としたコンサートシリーズで、城館内、城館教会、城館のルネサンス庭園で開催される。この催しは毎年夏に開かれる。
ヴァイルブルクのキルメスは、証明できる限りでは1569年から始まった。この祭には古くから続いている多くの習慣がある。キルメスの運営は、1813年に創設されたヴァイルブルガー・ビュルガーガルデ（直訳: ヴァイルブルク市民自警団）であり、これ以後伝統的なヴァイルブルクのキルメスの実施はその手に委ねられている。

### 建築

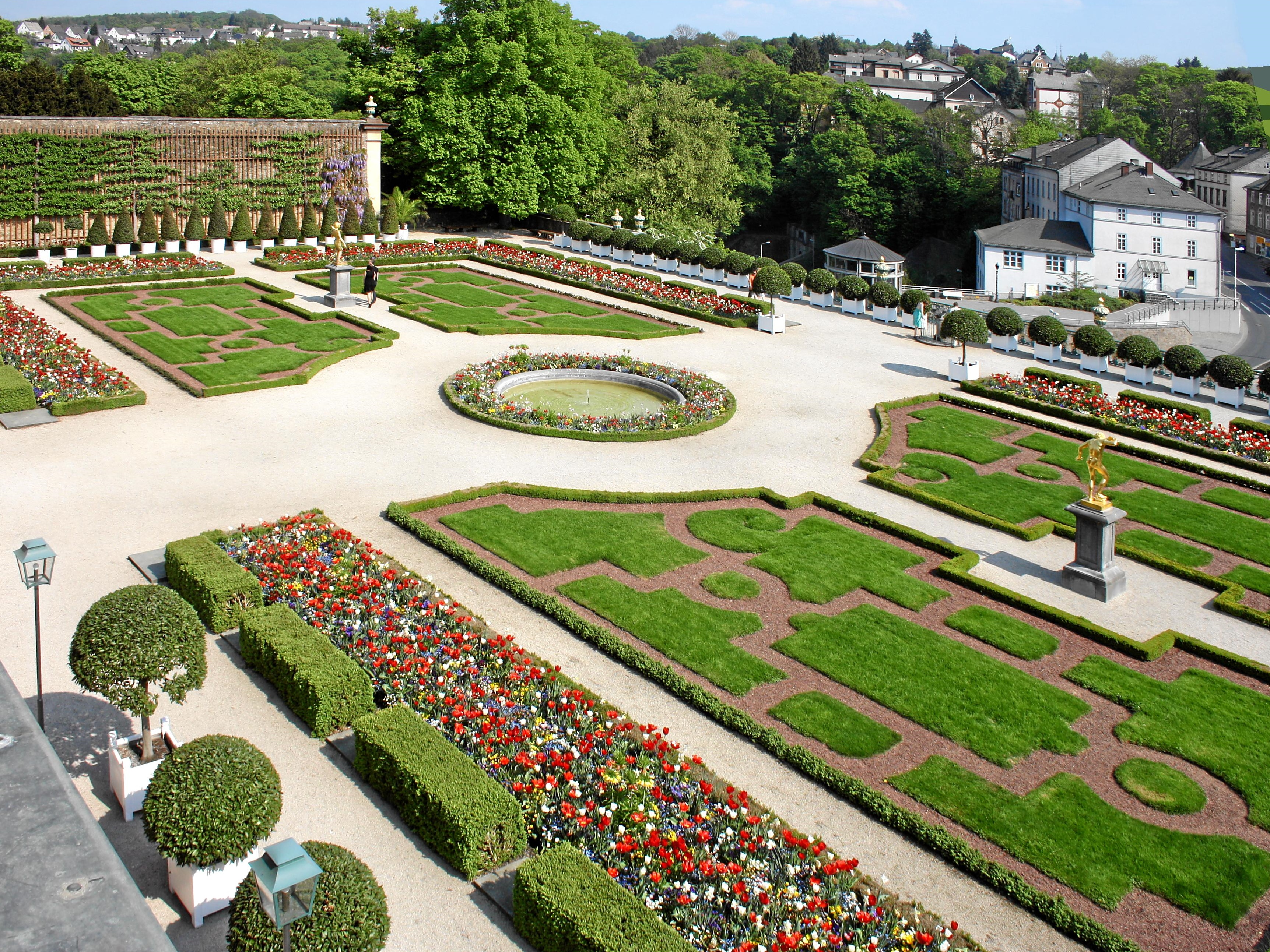
ヴァイルブルク城館庭園

ヴァイルブルクは長年にわたってナッサウ＝ヴァイルブルク家の宮廷都市であり行政機関の所在地であった。その建物は現在に至るまで内市街の都市景観を決定づけている。最も重要な建物が14世紀に建設された城館である。城館は16世紀と18世紀に改築された。「ケルンシュロス」（城館の中核部）と呼ばれるルネサンス様式の部分は、ヘッセン州で最も保存状態の良好なルネサンス城館の1つに数えられる。ヨハン・エルンスト・フォン・ナッサウ＝ヴァイルブルクの下で行われたバロック様式の拡張工事後、この城は旧市街のほぼ半分を占めることとなった。18世紀初めに建設された福音主義の城館教会も城館に含まれる。

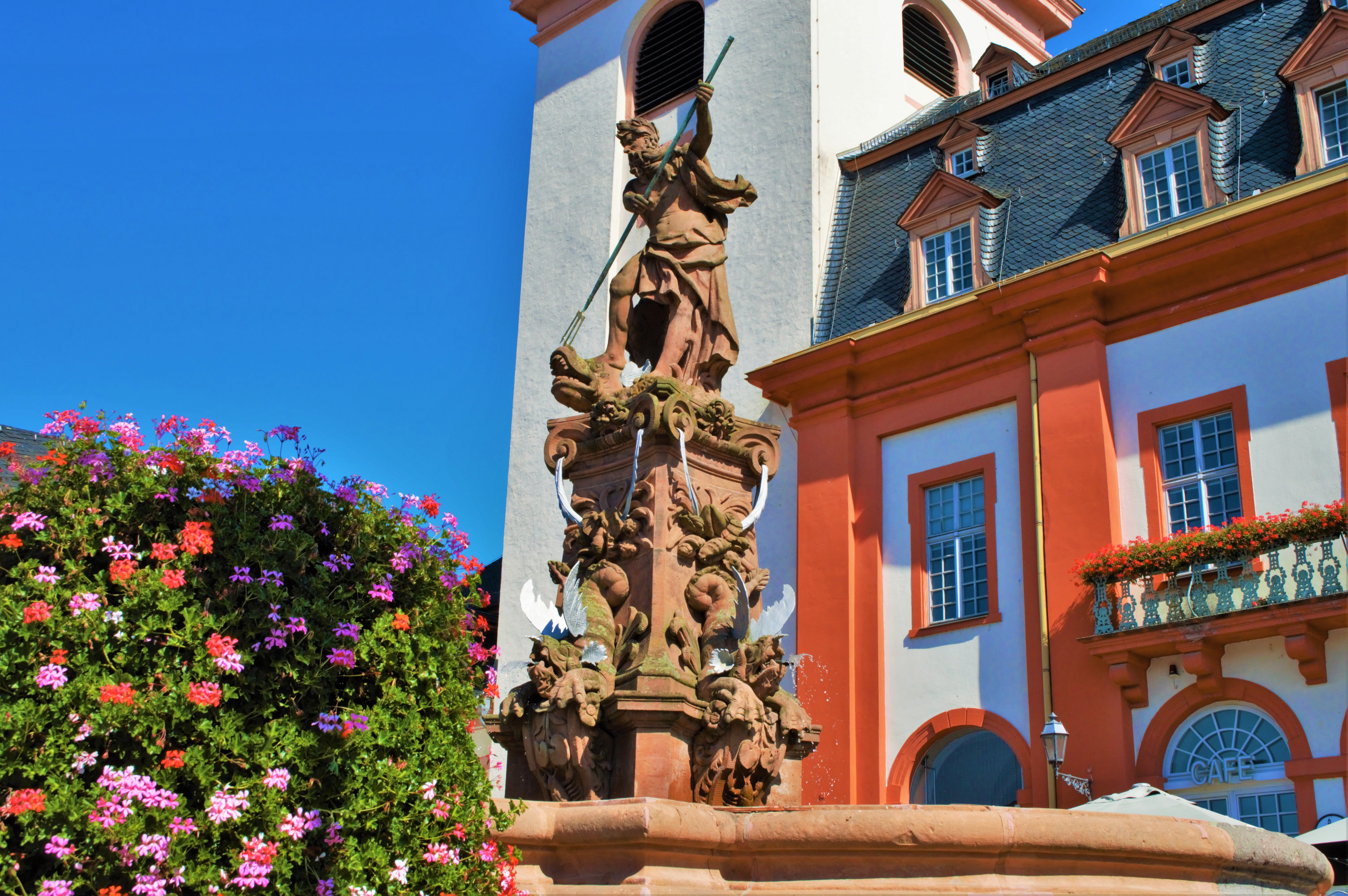
ネプチューンの泉

「ネプチューンの泉」（1709年建造）を含むマルクト広場沿いの建物や旧市街の建物も城館と同時代に建設された。この他に16世紀から19世紀に建設された木組みの家が遺されている。
「旧墓地」には、エルサレムの墳墓教会を模した「カルヴァリの丘」および「聖墳墓礼拝堂」がある。
1958年にカトリック教会によって、「旧墓地」のすぐ近くに、カンパニーレ（本堂から独立して建つ鐘楼）を持つ「聖十字架教会」が建設された。建築家はヴィースバーデンのパウル・ヨハンブロアーであった。見所はガラス芸術家ヨハネス・ベークによるステンドグラスである。右側には旧約聖書、左側には新約聖書の場面が描かれている。
ギムナジウム・フィリッピヌム・ヴァイルブルクのために、18世紀にマウアー通りに立派な建物が建設された。現在この建物には、ヴァイルブルク看護学校、郡および市立図書館、オフィスや協会のスペースがある。向かいに建つ「コメディエンバウ」は、1810年に宮廷劇場として建設され、1879年に学校での使用を目的に改築された。この建物には現在、レストランが入居しており、かつての劇場ホールは市議会の議場として利用されている。
19世紀に市域は、中世の都市の境界を超えて大きく拡大した。リムブルガー通り、バーンホーフ通り、フランクフルター通りには、多くの版築の建物が建設された。特にバーンホーフ通り沿いには密集したファサードの家並みが形成された。ハインアレー1番地の建物は、この種の建造物としてドイツで最も高い建物である。

トンネル・アンサンブル地図。ラーン川の蛇行部分をショートカットする形で3本のトンネルが並行に設けられている。

この街には、世界でも希な「ヴァイルブルクのトンネル・アンサンブル」がある。ここには自動車トンネル、船舶トンネル、鉄道トンネルが並行して存在している。特に1847年に開通した船舶トンネルはドイツで唯一の建造物である。このアンサンブルの最も新しいトンネルは、2004年に供用開始となったヴァイルブルク・バイパス道路のミュールベルクトンネルである。
ドロンマースハウゼン地区の近くに、ヨハネ騎士団の旧寄宿舎および「我らが聖母および聖ヨハネ」巡礼教会がある。この教会の最初の文献記録は1461年になされている。寄宿舎は、1471年からはブッツバッハ近郊のニーダー＝ヴァイゼル騎士修道会管区、1482年からフランケンベルク (エーダー)近郊のヴィーゼンフェルト騎士修道会管区およびヴィンドゥンゲン騎士修道会管区の下位に置かれていた。宗教改革に伴い、この小さな修道院は1539年に放棄された。

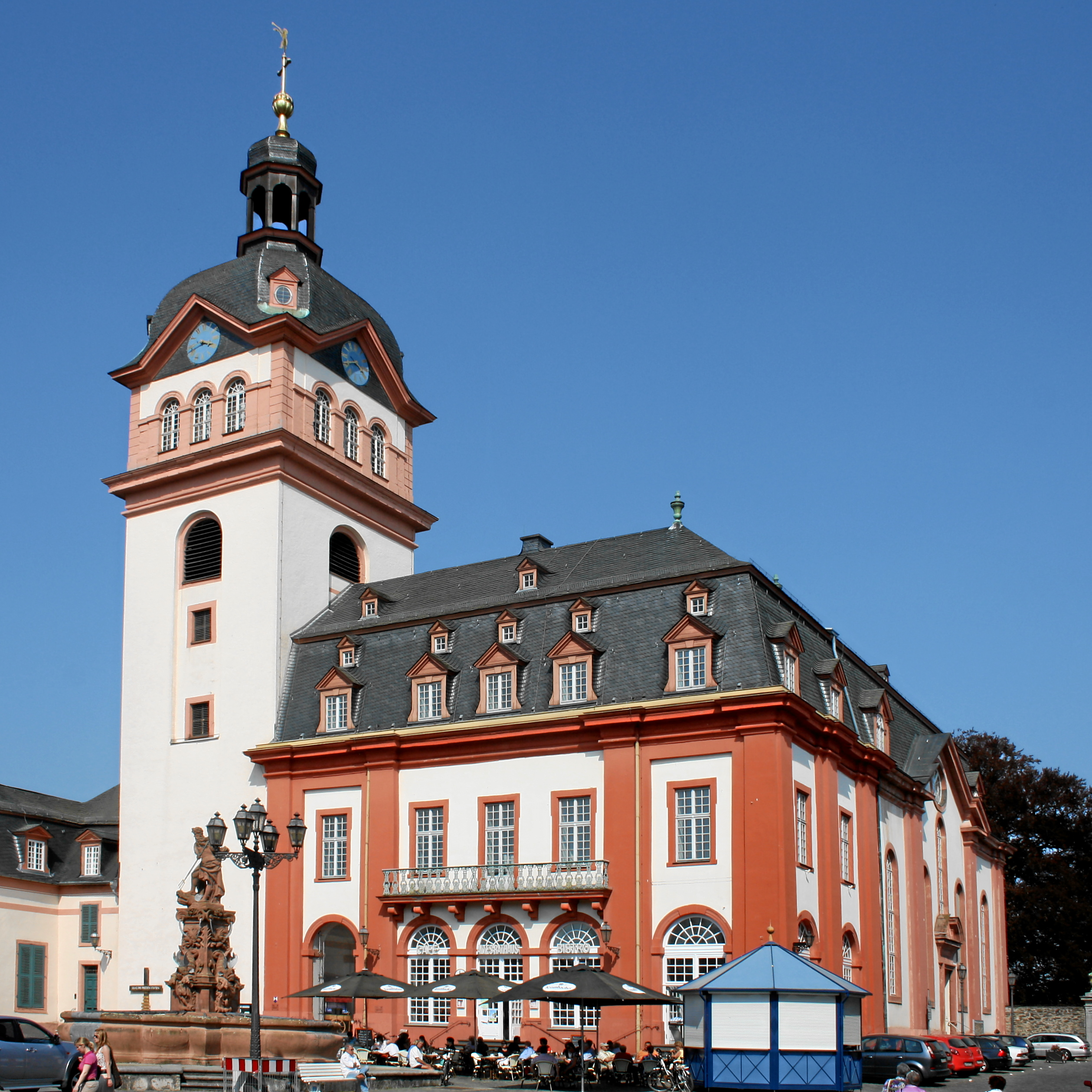
ヴァイルブルク城館教会
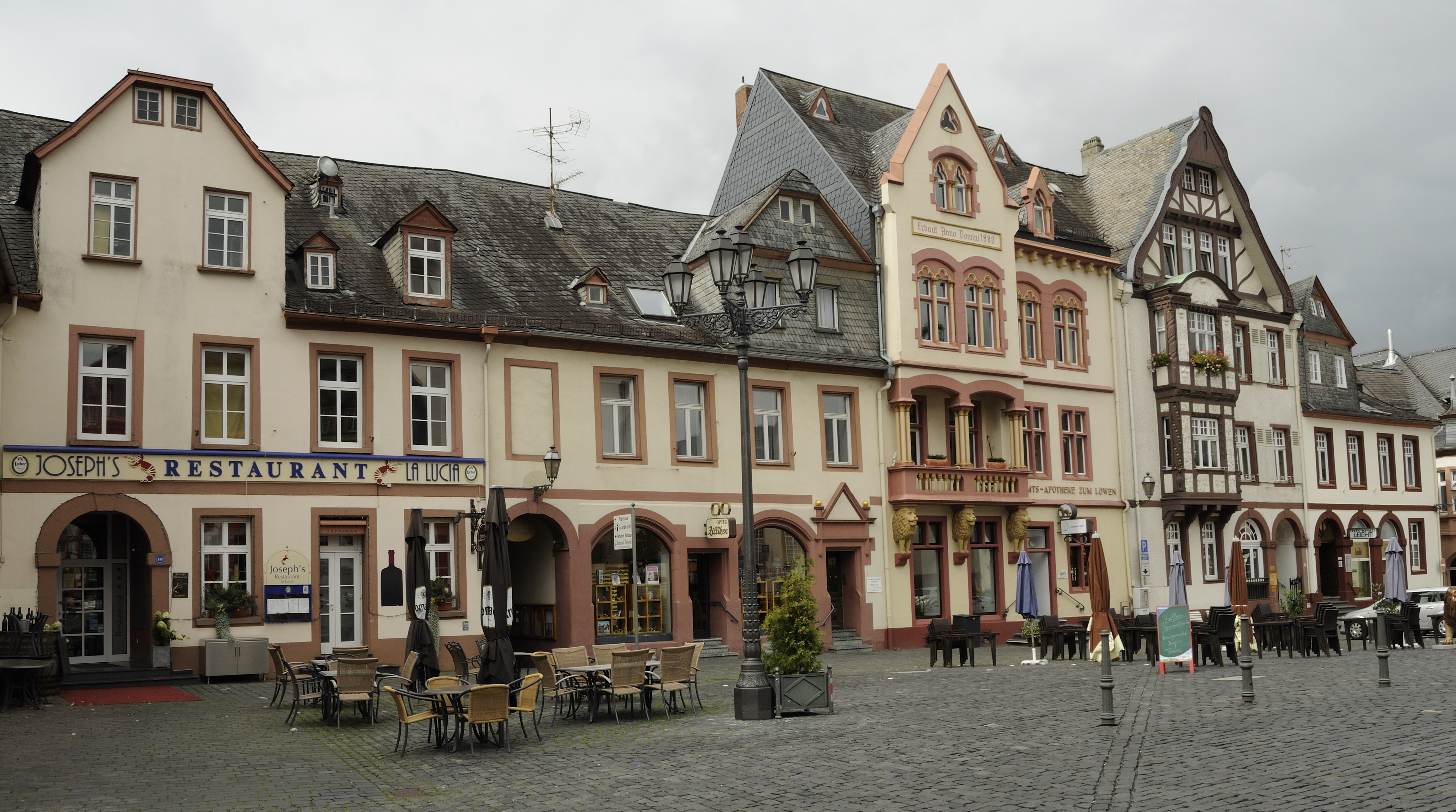
マルクト広場西面の建築群
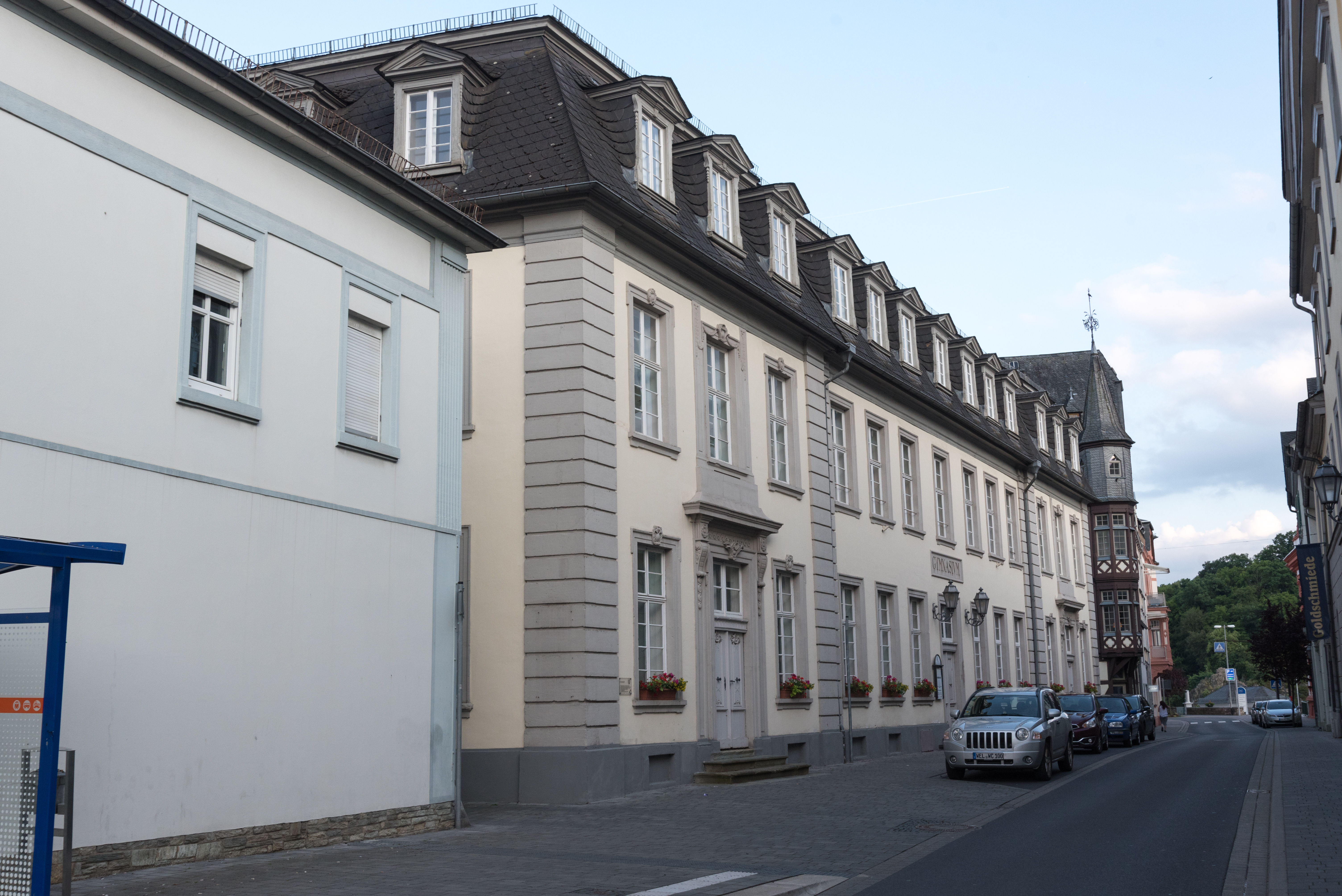
旧ギムナジウム・フィリッピヌム
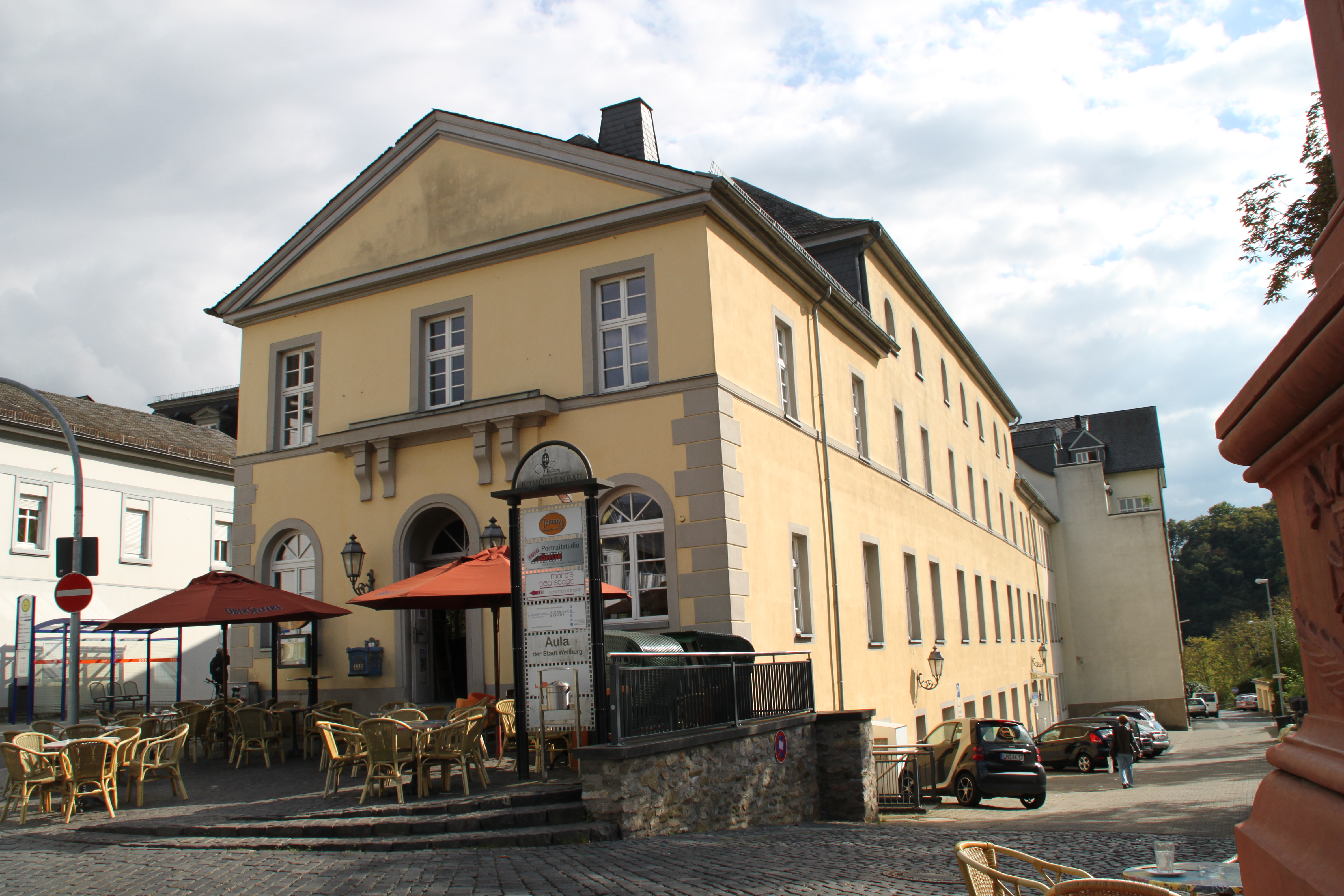
「コメディエンバウ」
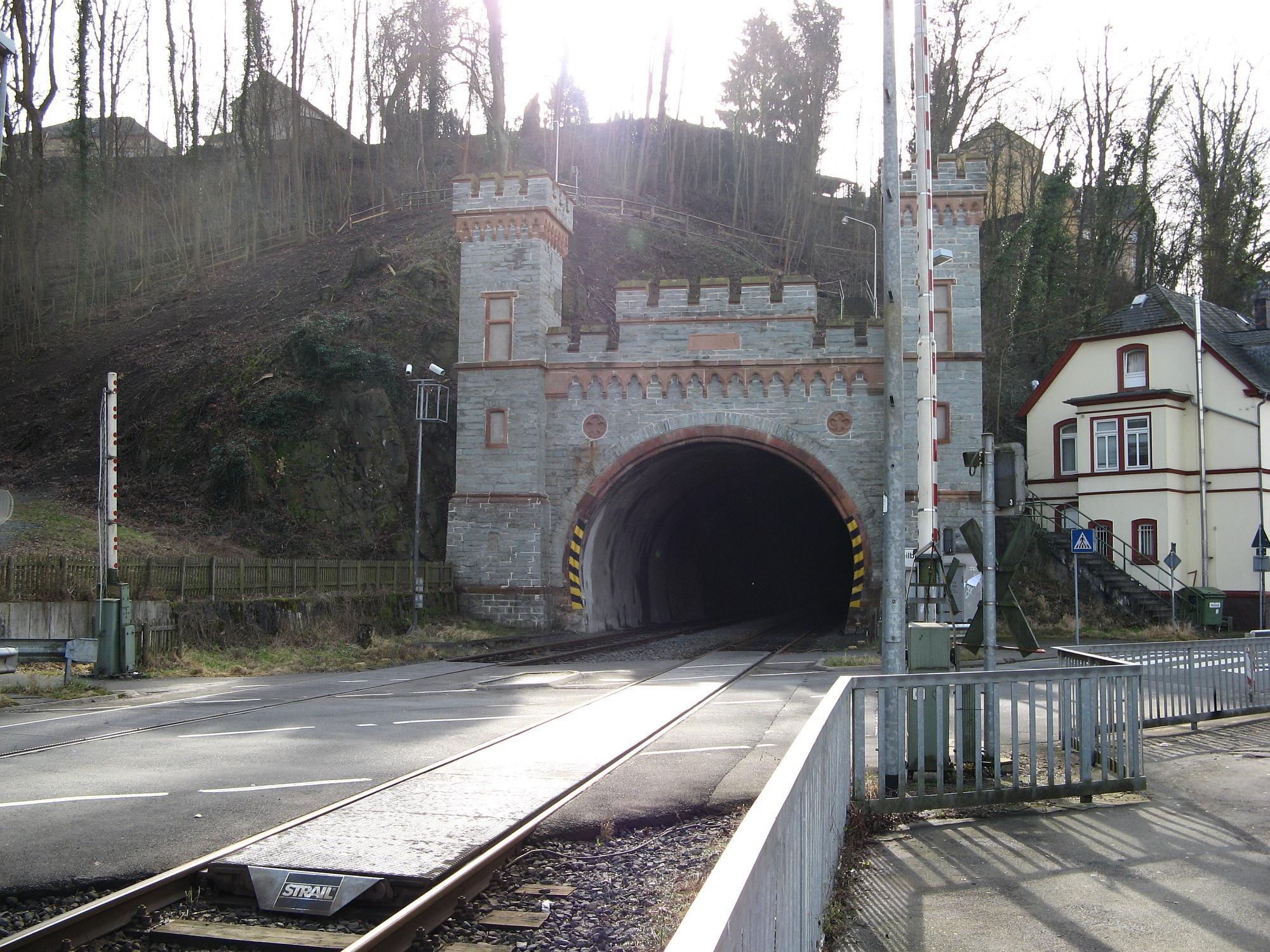
鉄道トンネル
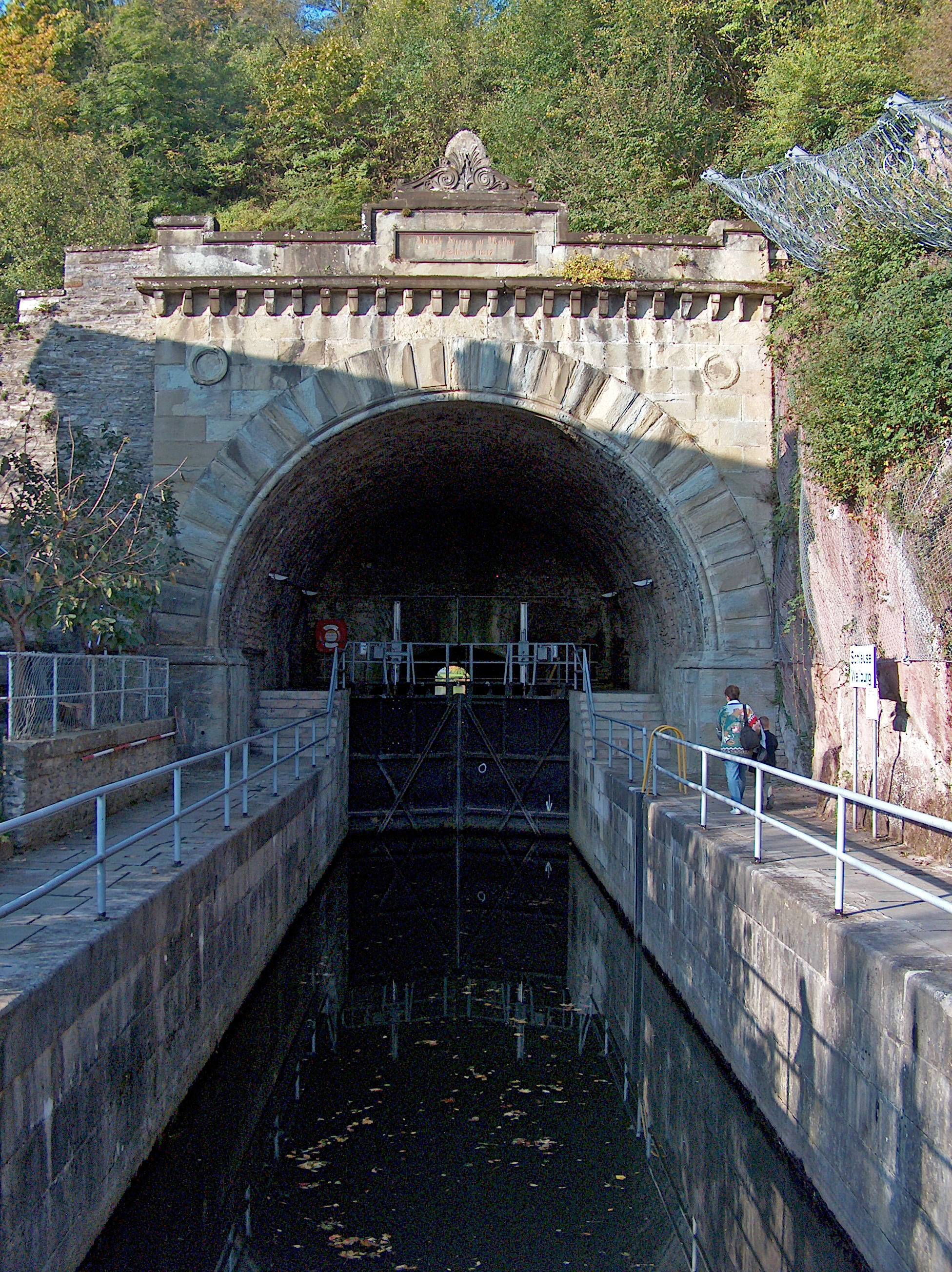
船舶トンネル
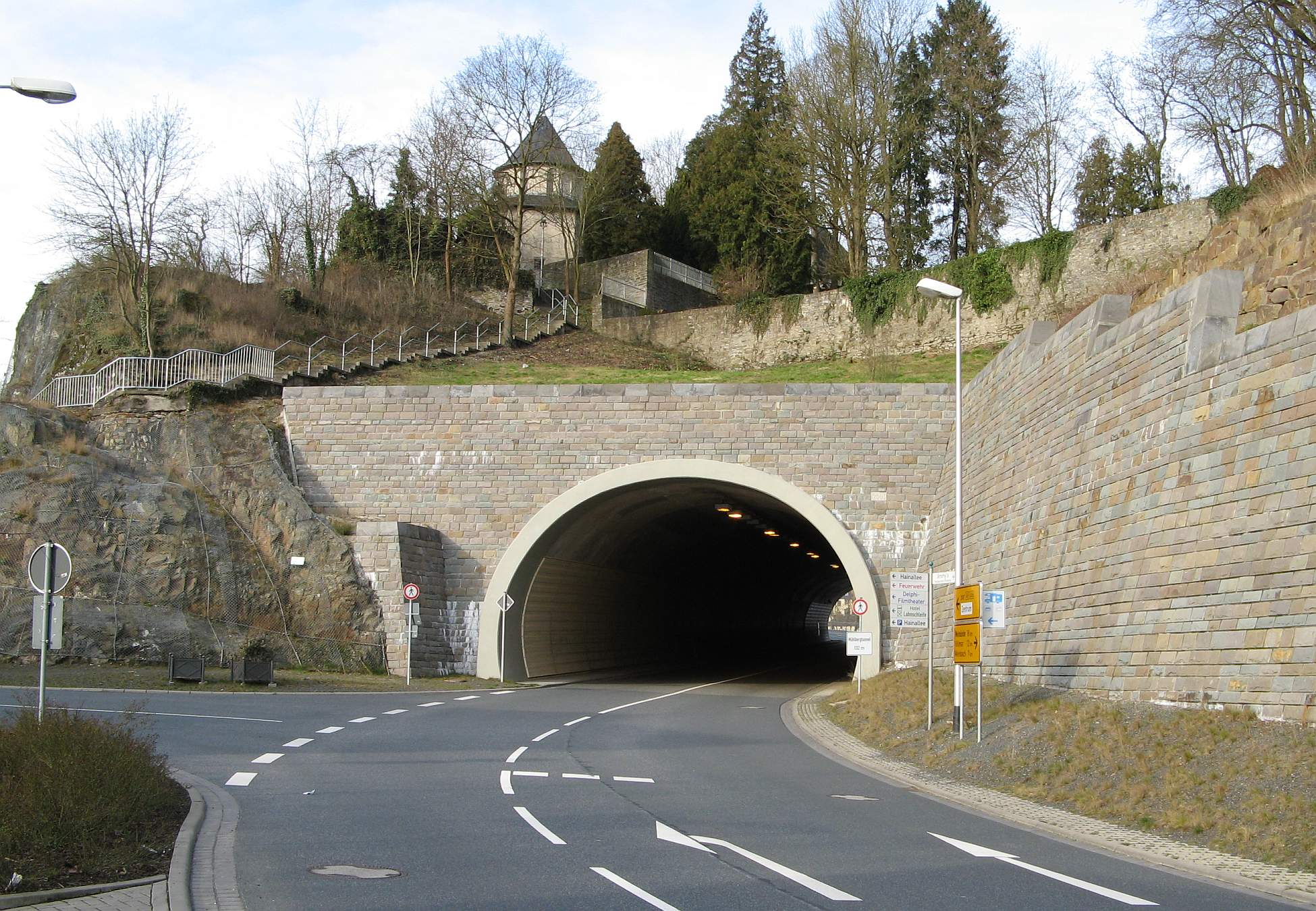
道路トンネル

### 公園
ヴァイルブルク城館は、城館庭園を備えている。この公園はラーン川沿いにいくつものテラスを有している。
ヒルシュハウゼン市区には、ヴァイルブルク動物園がある。元々は、ヴァイルブルク伯の狩猟園であった。現在は年間7万人が訪れる猟獣園となっている。

### 自然文化財
クーバッハ市区には、「クリスタルヘーレ」（直訳: 結晶洞窟）がある。この洞窟の壁の大部分は、無数の方解石の結晶や石灰粒子物質で占められている。壁の結晶状の付着物は、ドイツでも類例を見ないものとされている。長さ 200 m、幅 23 m、高さ 30 m のこの洞窟は、ドイツで訪れることができる最大の自然地下洞窟空間であるとされている。

## 経済と社会資本

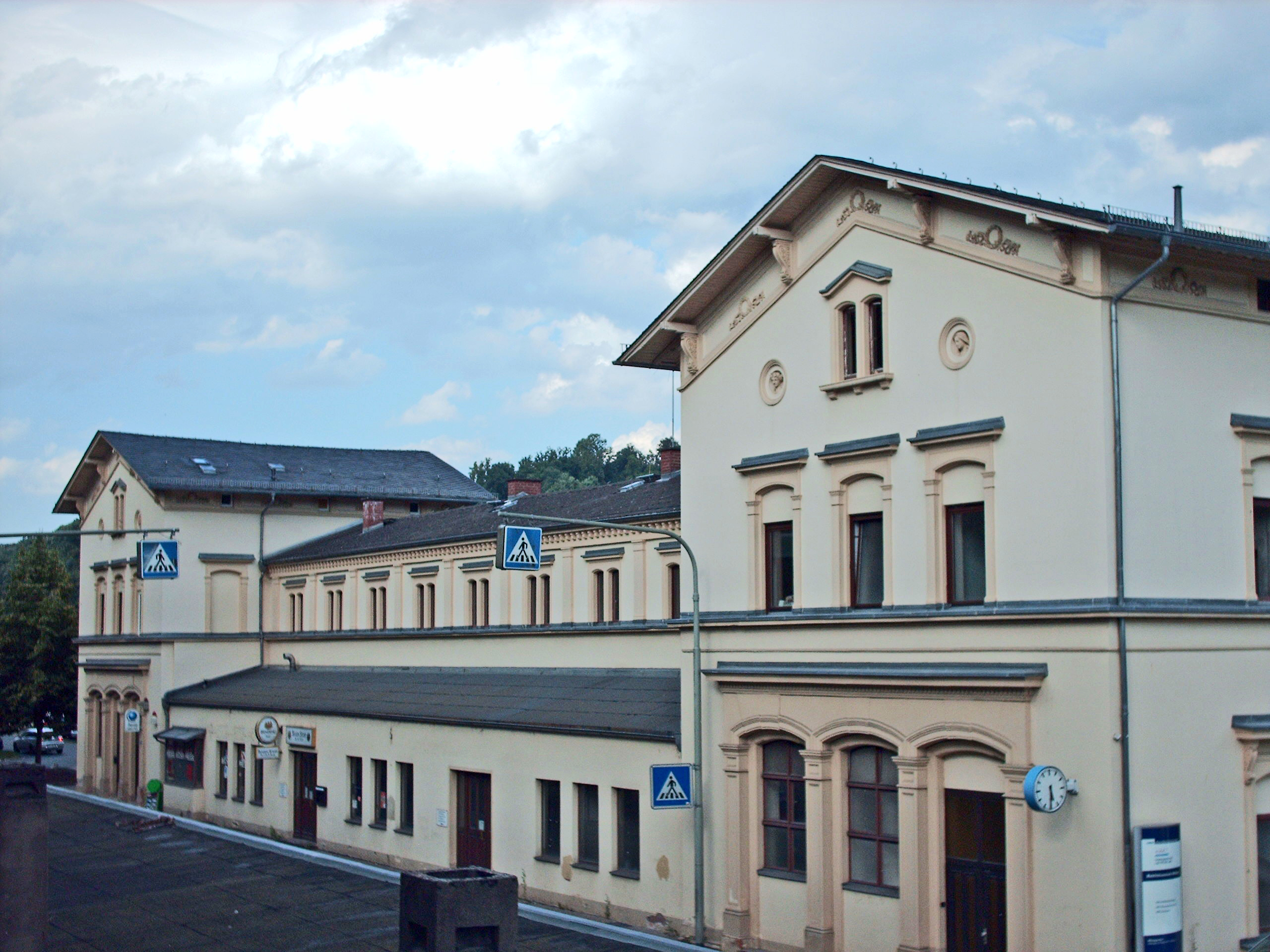
ヴァイルブルク駅

### 交通
ヴァイルブルク市にはラーンタール鉄道コブレンツ - リムブルク - ヴァイルブルク - ヴェッツラー線が通っており、ヴェッツラーから先のギーセンやフルダまで直通する列車もある。ライン＝マイン交通連盟に加盟している。1969年までヴァイルブルクからはグレーヴェンヴィースバッハからのヴァイルタール鉄道が分岐していた。このため、ヴァイルブルク駅には転車台を備えた機関庫が設けられていた。ヴァイルタール鉄道が廃止された後、1980年代にこの建物は取り壊された。貨物駅や操車場も、3本の留置線と1本の追い越し線を遺して解体された。
ヴァイルブルクは、近隣市町村への多くのバス路線の出発点である。バス路線は駅前の中央乗り合いバスターミナルから出発する。市内には2本の市バス路線が1時間間隔で街の重要ポイントを結んでいる。61番路線はクーバッハ工業地区と内市街およびオーデルスバッハ市区を結んでいる。この路線は月曜日から日曜日まで運行しており、日曜日にはさらにクーバッハのクリスタルヘーレやヴァイルブルク動物園まで区間延長して運航している。月曜日から土曜日までは、62番路線が内市街とヴァルトハウゼン市区とを結んでいる。63番路線は通学時間限定で、内市街の学生の交通手段となっている。
ヴァイルブルクは、以下のバス路線で周辺地域と結ばれている。
| 便番号 | 経路                                                                                                | 備考 |
| ------ | --------------------------------------------------------------------------------------------------- | --- |
| 51     | オーバーブレヒェン → ヴァインバッハ → ヴァイルブルク                                                | - オーバーブレヒェンでフラクフルト行きのマイン＝ラーン鉄道に接続する。 |
| 52     | ヴァインバッハ → グレーヴェネック → ヴァイルブルク                                                  | - ヴァイルブルク発着便は、通学時間帯のみ。 |
| 64     | ヴァルトデルンバッハ → メーレンベルク → ヴァイルブルク                                              | |
| 65     | ヘックホルツハウゼン → オーバーティーフェンバッハ → シュプバッハ → ヴァイルブルク                   | - ガウデルンバッハおよびハッセルバッハへの交通に利用される。 |
| 66     | 環状線 ヴァイルブルク → アーハウゼン → ヒルシュハウゼン → クーバッハ → ヴァイルブルク（逆回りあり） | - アーハウゼン、ドロンマースハウゼン、ヒルシュハウゼン、ベルムバッハ、クーバッハへの交通に利用される。                                                                                       |
| 68     | メンゲルスキルヒェン → レーンベルク → ヴァイルブルク                                                | |
| 69     | ヘックホルツハウゼン → アレンドルフ → ヴァイルブルク                                                | - ヴァルトハウゼンへの交通に利用される。 |
| 125    | ヴェッツラー → ロイン → バイルシュタイン/ヴァイルブルク                                             | - ヴァイルブルク発着便は装用と夜間のラーンタール鉄道を補完する便のみ。 |
| 172    | ブラウンフェルスの中核市区/周辺市区部 → ヴァイルブルク                                              | - ベルムバッハへの交通に利用される。 - 通学時間帯のみ運行。 |
| 245    | 「ヴァイルタールバス」オーバーウルゼル/バート・ホムブルク → ヴァイルタール ヴァイルブルク           | - 毎年5月1日から10月31日までの土日祝祭日のみ運行の季節便。 |
| 282    | リムブルク → ニーダーブレヒェン → フィルマー → ヴァイルブルク                                       | - ヴァルトハウゼンおよびオーデルスバッハへの交通に利用される。 - ラーンタール鉄道の補完交通として朝晩に運行される。 - 一部の便はフィルマーからリムブルクまで便番号 LM59 として運行している。 |
| 289    | ヴァイルブルク → ヴァイルミュンスター → グレーヴェンヴィースバッハ                                  | - グレーヴェンヴィースバッハでフランクフルト/バート・ホムブルクへのタウヌス鉄道に接続する。 - キルシュホーフェンおよびクーバッハへの交通に利用される。 - 月曜日から日曜日まで運行している。  |

ヴァイルブルクは、連邦道 B49号線および B456号線経由でアウトバーン A3号線（リムブルク方面から）および A45号線（ヴェッツラー方面から）から、さらにはライン＝マイン地方から到着することができる。B456号線はヴァイルブルクのオーバーラーン橋でラーン川を渡る。この橋はヴァイルブルク・バイパス道路の一部である。ヴァイルブルクではオーバーラーン橋の他に、シュタイネルネ橋とアーホイザー橋の3本の自動車橋と、エルンスト＝ヒーンストバッハ＝シュテークという歩行者専用の橋がラーン川に架かっている。

### 地元企業
ヴァイルブルクは、ヴィステック・セミコンダクター・システムの所在地である。最大の民間雇用主は、グレーベ＝グループおよびアルノルト＝グループである。

### 商業
ヴァイルブルクの北部と南部に産業地区があり、小売店が出店している。たとえば、ディスカウントショップ、家具店、電子機器店、食料品マーケットなどがある。郊外の「グリューネ・ヴィーゼ」（緑の牧草地）を開発することは、同規模の他の都市と同様に、ヴァイルブルク内市街の小売業向け賃貸物件の空室率を上昇させることとなっている。このため市の委託により「旧市街マネージャー」コンセプトが開発された。その目的は空室率が 50 % を超えないようにすることである。さらに歴史的旧市街をショッピングについても魅力的にすることも含まれる。

### 観光業
本市は州指定のルフトクアオルト（空気の清浄の保養地）である。ラーン川をカヌーで航行するのはとても人気がある。カヌー、カナディアンカヌー、カヤックなど様々な種類の貸しボートがあり、時間単位あるいは1日単位で利用することができる。

### 教育

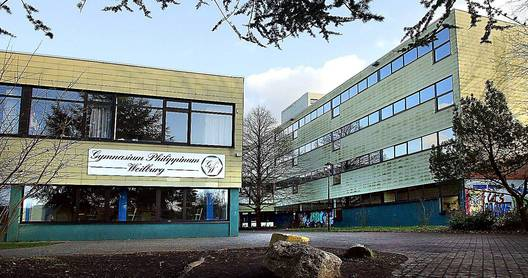
ギムナジウム・フィリッピヌム

ヴァルブルクは学研都市として数世紀の伝統を持つ。早くも1231年に神学校の記録があり、1360年には教会付属学校があった。この教会付属学校の後継にあたるのが、1540年10月15日にフィリップ3世フォン・ナッサウ＝ヴァイルブルクによって設立された福音主義フライシューレである。ヴァイルブルクで最も古い学校であるギムナジウム・フィリッピヌムはこのフライシューレを母体としている。
ヴァイルブルクの教育施設では、現在8000人以上の児童・生徒が学んでいる。
ヴァイルブルクには、以下の学校がある。

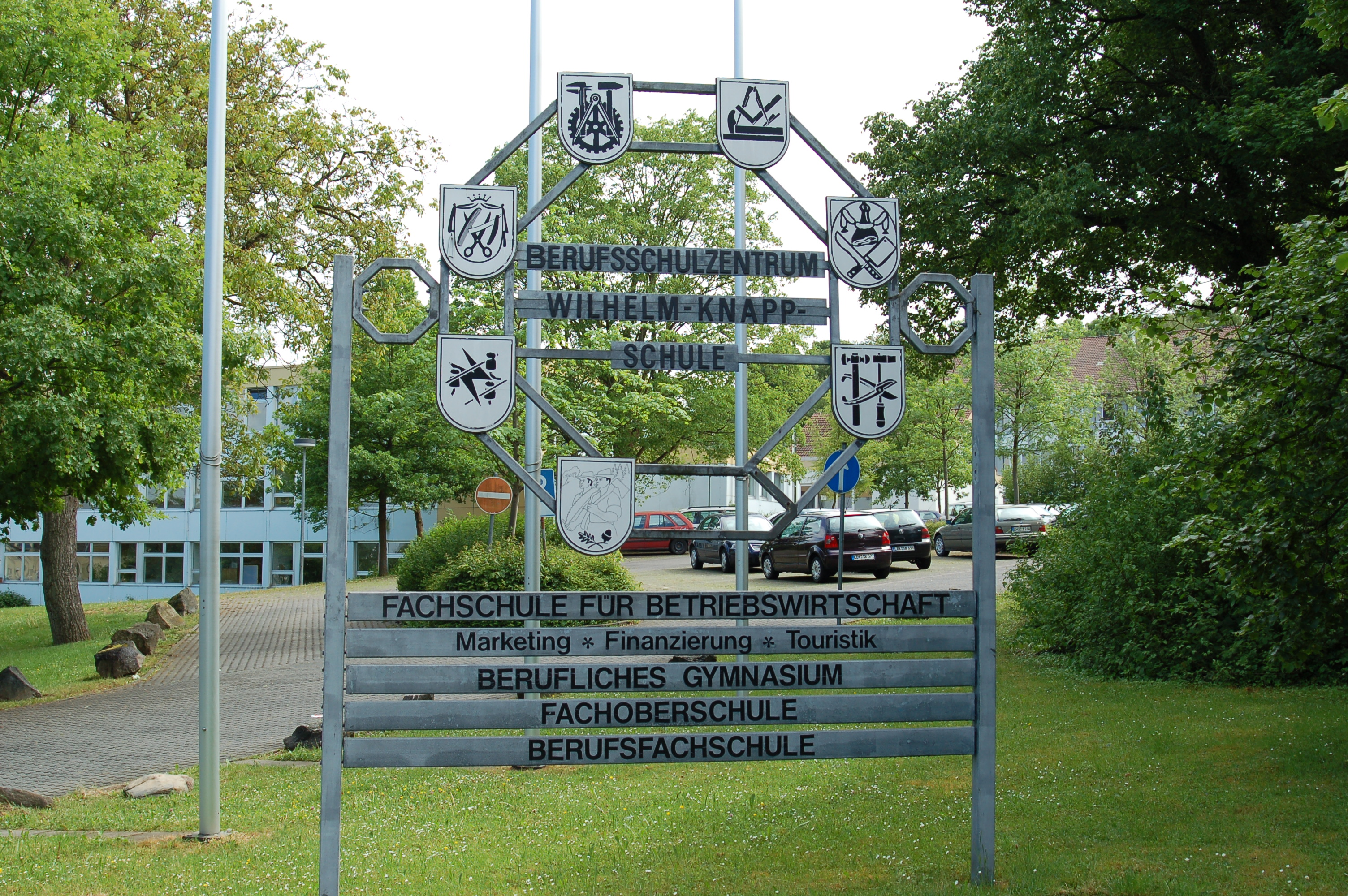
ヴィルヘルム＝クナップ＝シューレ

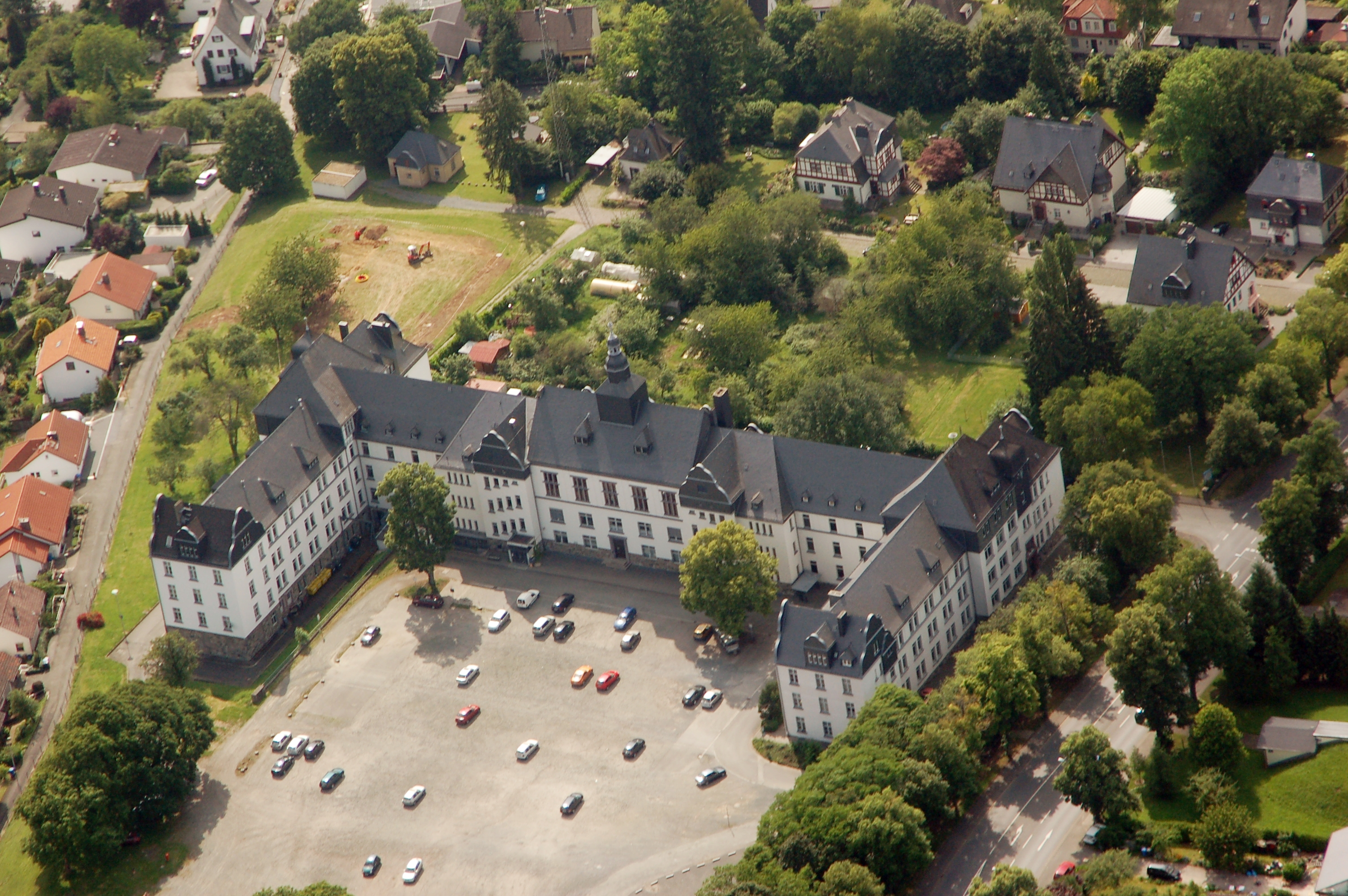
ヴァイルブルク＝ハーダマル州立専門学校

- クリスティアン＝シュピールマン＝シューレ（基礎課程学校）: 中核市区タウヌス側およびベルムバッハ、ヒルシュハウゼン、キルシュホーフェン、クーバッハ市区の児童が学ぶ。歴史家クリスティアン・シュピールマンにちなんで命名された。
- ペスタロッツィシューレ（基礎課程学校）: 中核市区ヴェスターヴァルト側およびガウデルンバッハ、ヘッセルバッハ、オーデルスバッハ、ヴァルトハウゼン市区の児童が学ぶ。
- ハインリヒ＝フォン＝ガーゲルン＝シューレ（本課程・実科学校）: リムブルク＝ヴァイルブルク郡およびラーン＝ディル郡の生徒が学ぶ。
- ヤーコプ＝マンケル＝シューレ（1994年から統合型総合学校）: 2008年までリムブルク＝ヴァイルブルク郡で唯一の統合型総合学校であった。本課程学校、実科学校、ギムナジウムが統合された形態の学校で10学年までの生後が学ぶ。
- ギムナジウム・フィリッピヌム（ギムナジウム）: ヴァイルブルク最古の学校で、旧オーバーラーン郡に属していた地域およびラーン＝ディル郡の生徒が学ぶ。
- ヴァルダーバッハシューレ（実践教育の学校）: 個々の障害レベルに応じて可能な限り高い生活充足度を実感できるよう援助することを目的とした養護学校。
- ヴィントホーフシューレ（学習補助および身体障害者のための学校）: 養護学校であり、特別な教育上の相談・援助センターである。ヴィントホーフシューレは、身体障害者に対して、障害のない生徒ともに学校生活に参加する機会を提供している。
- ヴィルヘルム＝クナップ＝シューレ（職業学校センター）: 職業訓練に関わる10の学校形態が統合されている。これには職業ギムナジウム、専門上級学校、高等商業学校が含まれる。この職業専門学校の重点分野は、特に、観光業、マーケティング、フランチャイズ、情報管理、財務管理である。ヴィルヘルム＝クナップ＝シューレは2006年/2007年の学年から、ドイツ初の専門・卒後教育機関としてフランチャイズ分野の専門・卒後教育を行っている。
- ヴァイルブルク＝ハーダマル州立専門学校（旧ヴァイルブルク技術アカデミー）: 生徒数約 500人で、機械工学、電子工学、情報工学、メカトロニクス、情報工学アシスタント分野の初等専門教育を行っている。この州立技術アカデミーは、150室の個室を持つヴィントホーフ学生宿舎と接している。
- ヴァイルブルク養護学校: 州内で有名な、養護学全般の専門教育期間である。学校運営は、ヴァイルブルク郡立病院 gGmbH が行っている。学校は、マウアー通りの旧ギムナジウムの場所にある。
- 教員教育役場: ヴァイルブルクには、専門・卒後教育の枠組みで教育を行うための行政機関の会議スペースが設けられている。
- ヘッセン森林学教育センター (FBZ): ヴァイルブルク森林監督局によるヘッセンの森の企業横断的教育施設である。FBZ は、林業家、営林署職員、企業の職員、企業家、および私的な森林学の教育の場を提供している。職業学校教育は、ヴィルヘルム＝クナップ＝シューレと共同で行われている。
- ヘッセン屋根葺き職人センター: ヘッセン州屋根葺き職人の連合会の教育期間であり、屋根葺きに従事する職人の、専門・継続教育を行っている。
- リムブルク＝ヴァイルブルク郡市民大学 e.V.: ヴァイルブルクに本部がある。
- ヴァイルブルク音楽学校1982年に振興会から形成され、現在はヴァイルブルク音楽学校協会が運営している。この音楽学校には、1,000人を超える子供、青年、成人が在籍している。

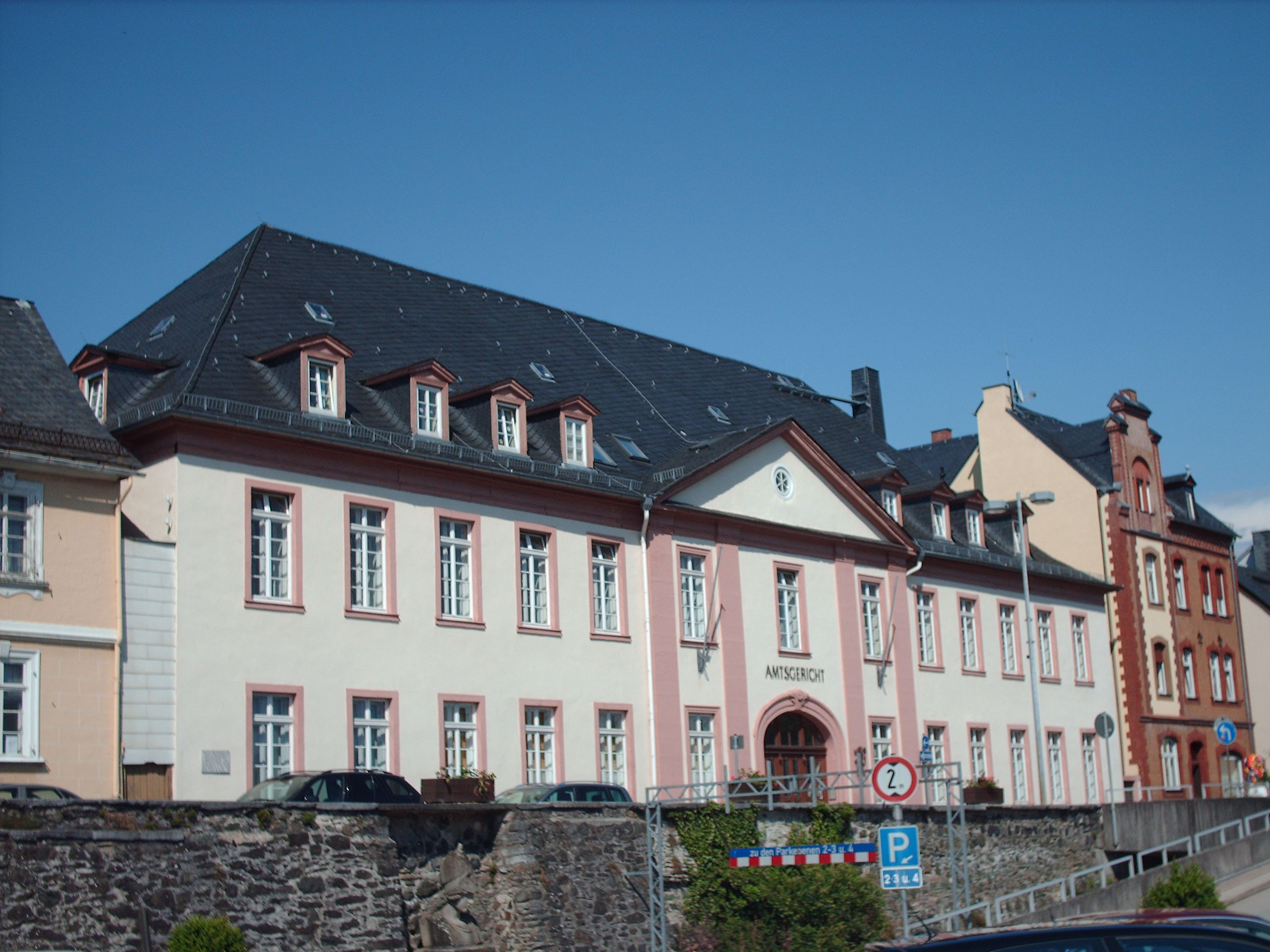
ヴァイルブルク区裁判所

### 司法
この街にはヴァイルブルク区裁判所がある。この区裁判所は、リムブルク・アン・デア・ラーン地方裁判所、さらにはフランクフルト・アム・マイン高等地方裁判の下位機関に位置づけられている。

### 健康・保健
ヴァイルブルクには救急医療に携わる一般病院である郡立病院がある。この病院は、ヘッセン病院連合に加盟している。病院のすぐ隣に専門医療センターがある。付属看護専門学校はマウアー通りの旧ギムナジウム内にある。
さらにヴァイルブルク旧市街に診療所がある。

### その他の施設・機関
- レーベンスヒルフェ・ヴァイルブルクの保育園
- 福音主義教会のヴァイルブルク幼稚園
- カトリック教会の聖十字架保育園、ヴァイルブルク
- 企業が支援するウンテルム・シュテルネンヒンメル幼稚園、ヴァイルブルク
- 市立ヴィヒテルハウス幼稚園、ドロンマースハウゼン
- 市立シュヴァルベンネスト幼稚園、ガウデルンバッハ
- 市立ゾンネンシャイン幼稚園、ヒルシュハウゼン
- 市立ケーニヒ・コンラート保育園、ヴァイルブルク
- 市立クックックスネスト保育園、キルシュホーフェン
- 市立クーベリクス保育園、クーバッハ
- 市立フィッツリ・プッツリス保育園、オーデルスバッハ
- 福音主義教会のネストヴェルメ保育園、ヴァルトハウゼン
- ヴァイルブルク消防団
- アーハウゼン消防団
- ベルムバッハ消防団
- ドロンマースハウゼン消防団
- ガウデルンバッハ消防団
- ハッセルバッハ消防団
- ヒルシュハウゼン消防団
- キルシュホーフェン消防団
- クーバッハ消防団
- オーデルスバッハ消防団
- ヴァルトハウゼン消防団
- 技術救援活動組織 (THW) ヴァイルブルク地区連合。THW青年グループを有する。

## 人物

### 出身者
- コンラート1世（不明 - 918年) 906年からフランケン公、911年から東フランク王国の王
- ナッサウ＝イトシュタイン伯グスタフ・アドルフ（ドイツ語版）（1632年 - 1664年）ナッサウ＝イトシュタイン伯、皇帝軍司令官
- ナッサウ＝ヴァイルブルク伯ヨハン・エルンスト（ドイツ語版、英語版）（1664年 - 1719年）ナッサウ＝ヴァイルブルク伯、皇帝軍元帥
- ナッサウ＝ヴァイルブルク侯カール・アウグスト（1685年 - 1753年）ナッサウ＝ヴァイルブルク侯
- ナッサウ＝ヴァイルブルク侯カール・クリスティアン（1735年 - 1788年）ナッサウ＝ヴァイルブルク侯
- フリードリヒ・ルートヴィヒ・シュケル（1750年 - 1823年）造園家。ドイツの最も重要な造園家の一人。ドイツにおけるイギリス式風景庭園の「古典フェーズ」の創始者
- カール・ボース（1806年 - 1883年）建築家
- ヘルマン・ウーゼナー（ドイツ語版、英語版）（1834年 - 1905年）文献学者、比較宗教学者
- ヴィンツェンツ・キーファー（ドイツ語版、英語版）（1979年 - ）俳優

### ゆかりの人物
- フランツ・クリストフ・ノイバウアー（ドイツ語版、英語版）（1760年頃 - 1795年）作曲家、ヴァイオリニスト。ナッサウ＝ヴァイルブルク侯フリードリヒ・ヴィルヘルムの宮廷楽長を務めた。
- ハインリヒ・フォン・ガーゲルン（ドイツ語版、英語版）（1799年 - 1880年）政治家。フランクフルト国民議会の議長を務めた。ヴァイルブルクで育ち、ギムナジウム・フィリッピヌムでアビトゥーアを修得した。
- ヴィルヘルム・ハインリヒ・リール（1823年 - 1897年）文化史研究家、作家、ジャーナリスト。ヴァイルブルクのギムナジウムで学んだ。彼の小説「Stadtpfeifer」はヴァイルブルクを舞台にしている。
- ウルリケ・マインホフ（1934年 - 1976年）ジャーナリスト、テロ組織ドイツ赤軍の創設者の一人。ヴァイルブルクのギムナジウム・フィリッピヌムで1955年にアビトゥーアを修得した。

## 関連文献
- Falko Lehmann (1994). Landkreis Limburg-Weilburg, Bd. 2: Mengerskirchen bis Weinbach. Denkmaltopographie Bundesrepublik Deutschland. Braunschweig. pp. 699–847
- Bernd Modrow; Claudia Gröschel (2002). Fürstliches Vergnügen. 400 Jahre Gartenkultur in Hessen. Regensburg: Verlag Schnell + Steiner. ISBN 978-3-7954-1487-0
- Magistrat der Stadt Weilburg an der Lahn, ed (1995). Weilburg an der Lahn. 700 Jahre Stadtrechte 1295–1995. Weilburg. ISBN 978-3-926617-14-9
- Carl Wehrum (1963). 150 Jahre Weilburger Bürgergarde. Weilburg
- Mathias Döring (2005), “Weilburg und sein Wasser”, Deutsche Wasserhistorische Gesellschaft (Sonderband 1)
- Armin Kuhnigk (1972). Geschichte der Stadt Weilburg 881–1971. Weilburg: Herausgeber Magistrat der Stadt Weilburg
- Hans-Helmut Hoos. “Die Stadt Weilburg und ihre Juden”. Nassauische Annalen 110. Wiesbaden. pp. 237–264
- “Hessische Bibliographie のヴァイルブルクに関する文書検索結果”. 2021年1月9日閲覧。